# Provincia de La Pampa
La Pampa, en el texto de la Constitución provincial: Provincia de La Pampa, es una de las veinticuatro jurisdicciones (23 provincias y una ciudad autónoma) que conforman la República Argentina. A su vez, es uno de los veinticuatro estados autogobernados o jurisdicciones de primer orden que conforman el país y uno de los veinticuatro distritos electorales legislativos nacionales. Su capital y ciudad más poblada es Santa Rosa.
Se encuentra en la región pampeana, limitando al norte con las provincias de San Luis y Córdoba, al este con la Provincia de Buenos Aires, al sur con el río Colorado que la separa de Río Negro, y al noroeste con Mendoza. Los límites de las provincias de La Pampa, Río Negro, Mendoza y Neuquén, se encuentran en un punto, en la intersección del río Colorado con el meridiano 68°15′ O.
Con 318 951 habitantes en 2010 es la tercera provincia menos poblada —por delante de Santa Cruz y Tierra del Fuego, Antártida e Islas del Atlántico Sur, la menos poblada— y con 2,2 hab/km², la segunda menor en densidad de población, por delante de Santa Cruz. Es una de las provincias más jóvenes de la república, ya que fue creada en 1951. Hasta ese año fue un territorio nacional (Territorio Nacional de La Pampa), cuya provincialización fue dispuesta por la ley N.º 14037 sancionada por el Congreso de la Nación y promulgada por el presidente Juan Domingo Perón, y constituida por la convención provincial elegida democráticamente a tal efecto.
Se ubica en el centro del país, conteniendo las últimas características de la pampa húmeda (hacia el noreste), con signos distintivos de la Patagonia hacia el oeste y sur, y entre ellos una gran franja con orientación noroeste-sudeste denominada «caldenal», zona que alberga bosques de caldén, un árbol que cuenta en esta provincia con su centro de dispersión mundial.

## Historia

### Poblamiento aborigen originario

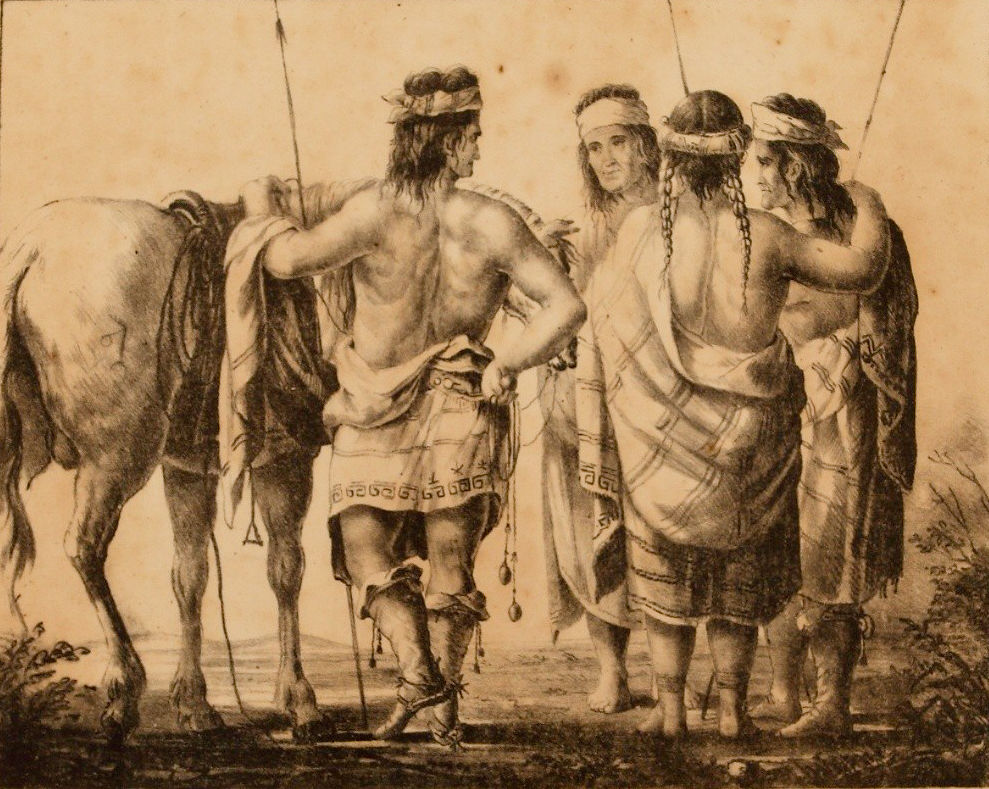
Un grupo de querandíes nómadas en la región pampeana.

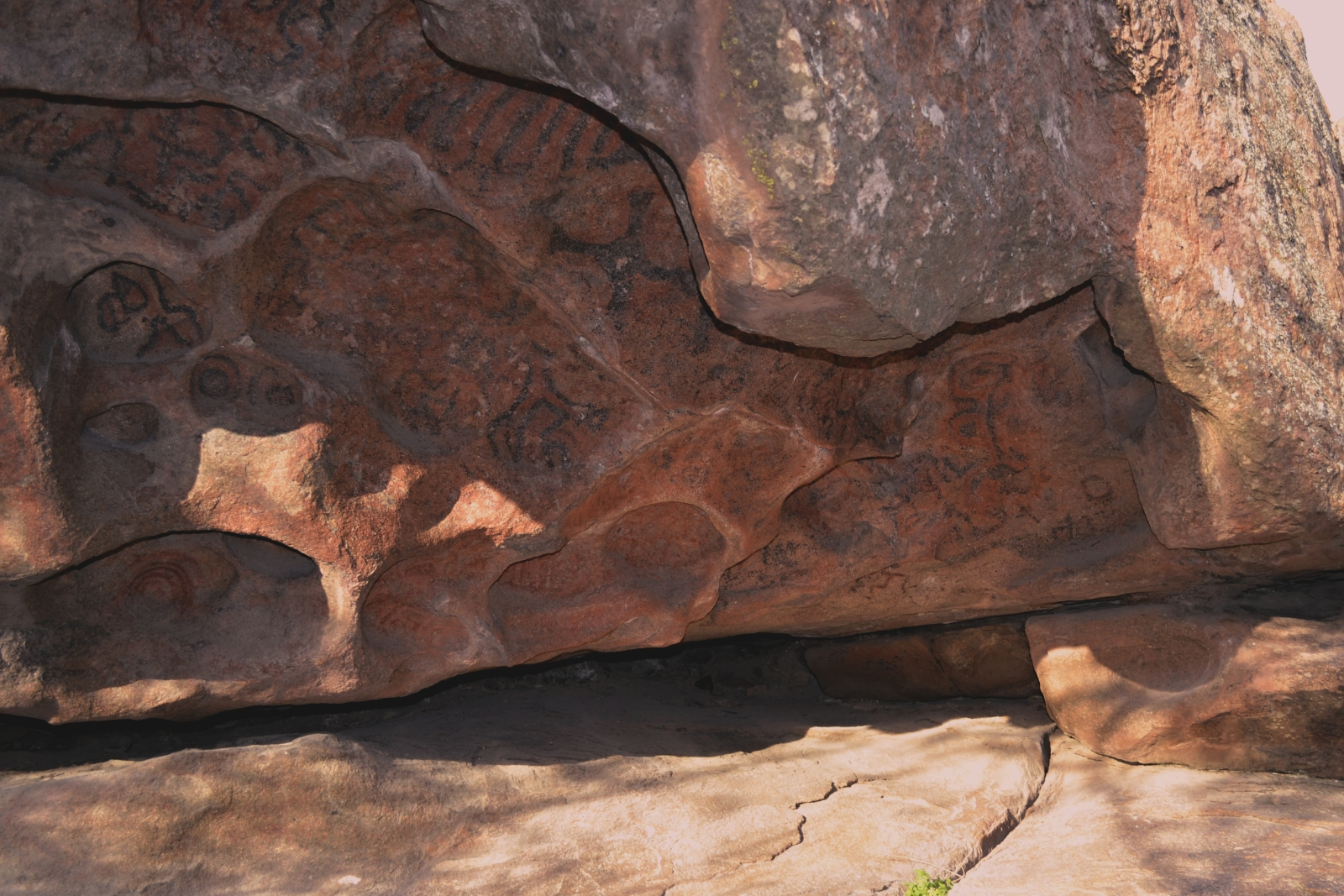
Arte rupestre indígena en el Valle de las Pinturas, en el parque nacional Lihué Calel, La Pampa.

El actual territorio de la provincia de La Pampa ha sido desde hace miles de años una encrucijada de rutas recorridas por diferentes culturas provenientes de los cuatro puntos cardinales, y si bien la investigación arqueológica comenzó a partir del trabajo pionero de Carlos Gradín de finales de la década de 1970, estuvo relegada a un segundo plano hasta mediados de la década de 1980, coincidiendo con la recuperación de la democracia. "Las sociedades indígenas que poblaron este amplio y variable territorio sustentaron un modo de vida cazador-recolector, desde las exploraciones iniciales hasta el contacto con los españoles y su retracción y casi desaparición en el siglo XIX".
La presencia humana más antigua data de hace 8600 años y fue ubicada en el sur de la provincia, en Casa de Piedra, sobre la margen norte del río Colorado, en el límite mismo de la región pampeana con la Patagonia. Desde entonces, la presencia humana en esa zona ha tenido continuidad hasta el presente. Se trataba de comunidades de cazadores-recolectores, cuya economía estaba basada principalmente en la caza y utilización del guanaco. Hace aproximadamente 6000 años comenzaron a realizarse rituales mortuorios.
Una segunda etapa de poblamiento se abrió hace 5000 años aproximadamente, cuando nuevas zonas del actual territorio de la provincia comenzaron a ser exploradas, siempre buscando el resguardo de cuencas fluviales y manantiales, principalmente del río Curacó (tramo del río Desaguadero seco desde 1900). Los estudios de esta época se realizan en un conjunto de sitios arqueológicos ubicados en Tapera Moreira, al sur de las sierras de Lihuel Calel.
Hace aproximadamente 3000 años se estabilizaron los cambios climáticos y ambientales, consolidándose las condiciones semidesérticas actuales. El momento coincidió con asentamientos humanos en la cuenca inferior del río Chadileuvú y la zona serrana de Lihué Calel. Esas comunidades se caracterizaron por su costumbre de enterrar a los muertos a escasos 200 o 300 metros de los toldos que conformaban sus viviendas.
En los últimos 2000 años la ocupación territorial se extendió a la Meseta Basáltica del Oeste y los médanos de la cuenca inferior del río Atuel, en el norte de la provincia. A partir de esta época se registra la máxima expansión de las sociedades cazadoras pampeanas. Al menos desde el 1200 AP, comienza la fabricación y uso de la cerámica. La etapa se caracteriza también por las expresiones simbólicas, como las pinturas rupestres encontradas en Cerro Chicalcó, Quehué, Chos Malal y Lihué Calel. En esta última ubicación se encuentra el cementerio que integra el sitio arqueológico Chenque I, utilizado durante por lo menos 700 años, hasta hace unos 400 años.
Una de las costumbres de aquellos pueblos era modificar la estructura anatómica de los cuerpos y acomodarlos en "paquetes funerarios", seguramente envueltos en cuero. Utilizaban collares realizados con caracoles marinos procedentes de zonas ubicadas a cientos de kilómetros, tupus (prendedores) de plata, característicos de la platería mapuche, confeccionados del otro lado de la Cordillera de los Andes. Desde el siglo XIII se registran piezas de cerámica procedentes del centro-sur de Chile. Las investigaciones arqueológicas han detectado desde el Holoceno tardío (3500 AP) la posibilidad de que al menos dos poblaciones diferentes hayan estado presentes en ese territorio. Lihué Calel fue también el lugar elegido en el siglo XIX por la comunidad mapuche liderada por el cacique Manuel Namuncurá, cuando la presión del ejército argentino la arrinconó durante la llamada Conquista del Desierto.

### Los tehuelches a la llegada de los españoles

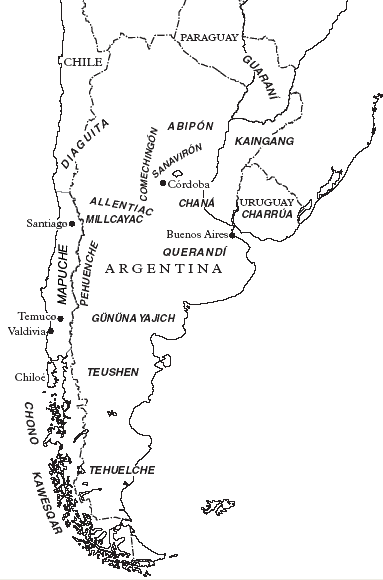
Distribución aproximada de las lenguas aborígenes en el extremo meridional de Sudamérica en tiempos de la colonización española.
Las lenguas tehuelches de las pampas y la Patagonia oriental incluye —además de las chon, la tehuelche meridional o aonikenk, el teushen, el haush y el selknam— a las posiblemente relacionadas como el gününa yajüch (puelche) y la lengua de los querandíes o diuihet.

Por lo tanto, los pueblos originarios que habitaban el actual territorio de La Pampa cuando los españoles llegaron al Río de la Plata en el siglo XVI, fueron denominados por estos como indígenas pampas —del quechua sureño pampa que se traduce como llano o llanero— por ser los aborígenes de las llanuras, también eran llamados tehuelches por sus vecinos trasandinos mapuches —que en su idioma significa «gente bravía»— y querandíes por sus vecinos insulares guaraníes —que en su lengua quirã significa sebo o manteca, y endí es un sufijo del verbo copulativo ser o estar, por lo cual se traduciría como «que está gordo» o «que es rico en grasa» debido a que la dieta diaria era la grasa animal— y posteriormente fueron renombrados como hets por el jesuita inglés Thomas Falkner y en la actualidad son clasificados por Rodolfo Casamiquela como tehuelches septentrionales.
Por otra parte, los de la cordillera de los Andes eran más conocidos como puelches, que en idioma mapuche significa «gente del este». En dicho siglo, las distintas tribus tehuelches rioplatenses se encontraban en conflicto entre ellas pero comenzarían a aliarse en contra de los recién llegados.

### Colonización española de territorios vecinos
El explorador y navegante veneciano Sebastián Caboto, al servicio de la Corona española, fundó el fuerte de Sancti Spiritu el 9 de junio de 1527 a orillas del río Coronda, junto a la desembocadura del río Carcarañá, y la facción de aborígenes guaraníes de las islas que ayudaron en la erección del fuerte se las denominó chandules, las cuales habitaban en el delta del Paraná y alrededores de este último río, por lo que también serían conocidos como carcarañáes.
Luego de la destrucción del fuerte español por los mismos indígenas insulares en septiembre de 1529, un grupo de españoles comandados por Ruy García de Mosquera que habían sobrevivido al ataque, lograron con un bergantín bordear la costa atlántica sudamericana hasta la isla Comprida —en el litoral marítimo del actual estado brasileño de São Paulo— ya que con el mismo no les sería posible atravesar el océano, y a sabiendas de los dominios que poseía el desertor portugués novo cristiano Cosme Fernandes "el Bachiller de Cananeia" que tenía su centro en la aldea homónima, se aliaría a este y a los indígenas carijós.
De esta manera Mosquera y sus hombres fundaron en 1532 el poblado de «I Caa Para», en la jurisdicción de la entonces capitanía de San Vicente de Martim Afonso de Sousa, entrando en conflicto con la Corona portuguesa, debido a litigios por diferentes interpretaciones del tratado de Tordesillas, lo que provocó la Guerra de Iguape en 1534, por lo que al final de la contienda, Mosquera y sus hombres regresarían al territorio rioplatense del Imperio español, en donde acababa de ser fundada la primera Buenos Aires.

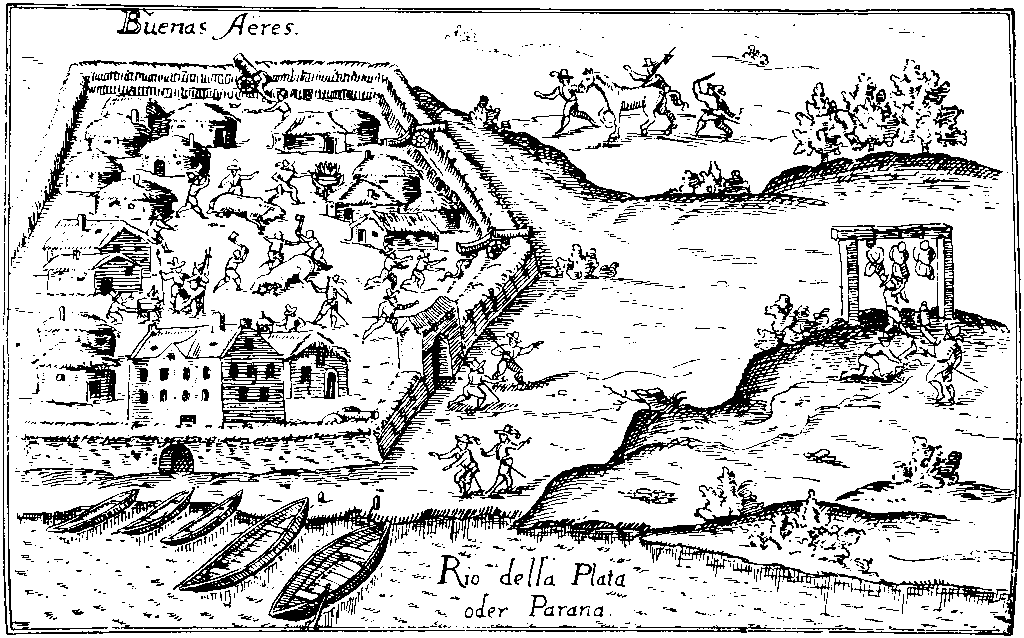
La primera Buenos Aires fundada por Pedro de Mendoza (dibujo del libro de Ulrico Schmidl, miembro de la expedición, año 1536).

En el período de 1536 a 1541, durante la primera fundación de dicha urbe por Pedro de Mendoza, fue introducido el ganado vacuno y caballar en las llanuras rioplatenses debido a que algunos de sus hombres se les escaparían cinco yeguas, dos caballos y buen número de bovinos.

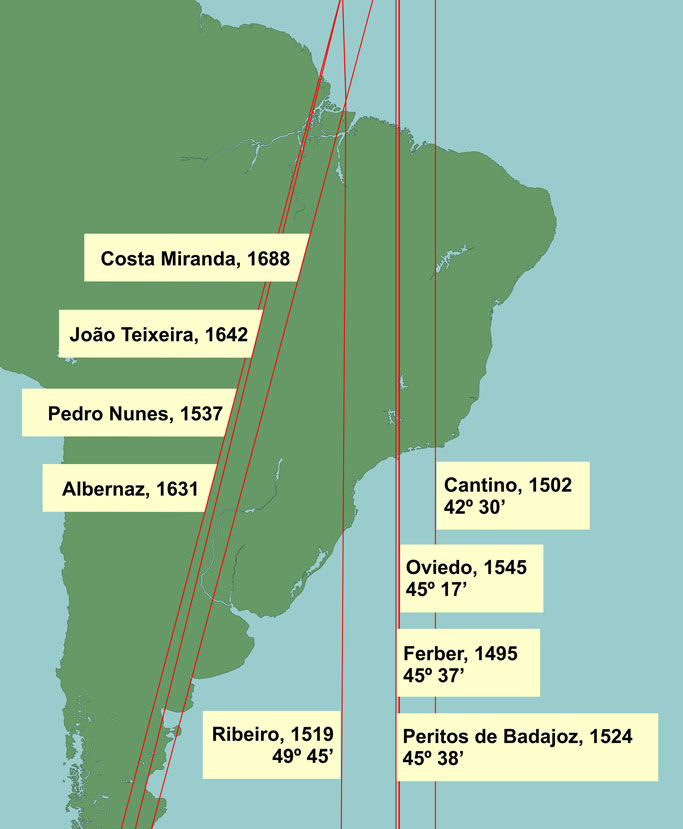
Diferentes interpretaciones del Tratado de Tordesillas entre los imperios coloniales de España y de Portugal.

La aldea europea neofundada en un principio había sido abastecida de carne por los aborígenes pero terminaría asediada por miles de ellos llegando a sitiarla por completo y teniendo que recurrir algunos de sus pobladores al canibalismo con cadáveres recientes para sobrevivir —actualmente solo tres soldados famélicos están documentados con estas acciones desesperadas— ya que racionaban los alimentos por quedarles poco ganado en pie, sobre todo de cerdos, y aunque ciertos aborígenes les dieran alguna ayuda, terminaron por abandonar este primer intento de colonización que sería incendiado.
Así fue que comenzó también la vida cimarrona de estos suinos que fueron liberados en estas tierras, además de los roedores invasores, al igual que los perros domésticos que rápidamente se transformaban en salvajes cazadores —o como los ganaderos hispanos los llamarían posteriormente: “lobos carniceros”— por lo cual, esta irrupción zoológica provocaría un gran impacto en la escasa fauna silvestre autóctona, siendo los guanacos y los venados los más afectados, que fueron desplazados hacia el oeste y el sur, sumado a que, si bien en un principio hiciera subir su número, los pumas pampeanos también serían recluidos a zonas occidentales por esas mismas jaurías caninas salvajes.
Los conquistadores españoles fundaron al este de la cordillera de los Andes a la ciudad de Mendoza, el 2 de marzo de 1561, por Pedro del Castillo, si bien el 28 de marzo de 1562 fuese trasladada por Juan Jufré. Años más tarde, el 6 de julio de 1573, se erigiría la ciudad de «Córdoba de la Nueva Andalucía» por Jerónimo Luis de Cabrera, se volvería a fundar la ciudad de Buenos Aires el 11 de junio de 1580 por Juan de Garay, y por último, el 25 de agosto de 1594 la de San Luis por Luis Jufré de Loaysa y Meneses.
Estos acontecimiento empujarían a la población indígena de estas montañas cuyanas y de las sierras cordobesas hacia el sur, provocando una mayor concentración tehuelche con el consecuente incremento en la homogeneización relativa de las diferentes tribus por alianzas entre ellas. Posteriormente, el empuje de tribus mapuches agruparía aún más a los tehuelches en las fronteras hispanas provocando mayor contacto interracial, con los consecuentes malones a las estancias fronterizas y a las rutas hispanas, siendo los caciques más renombrados, Bagual y Capaquén.

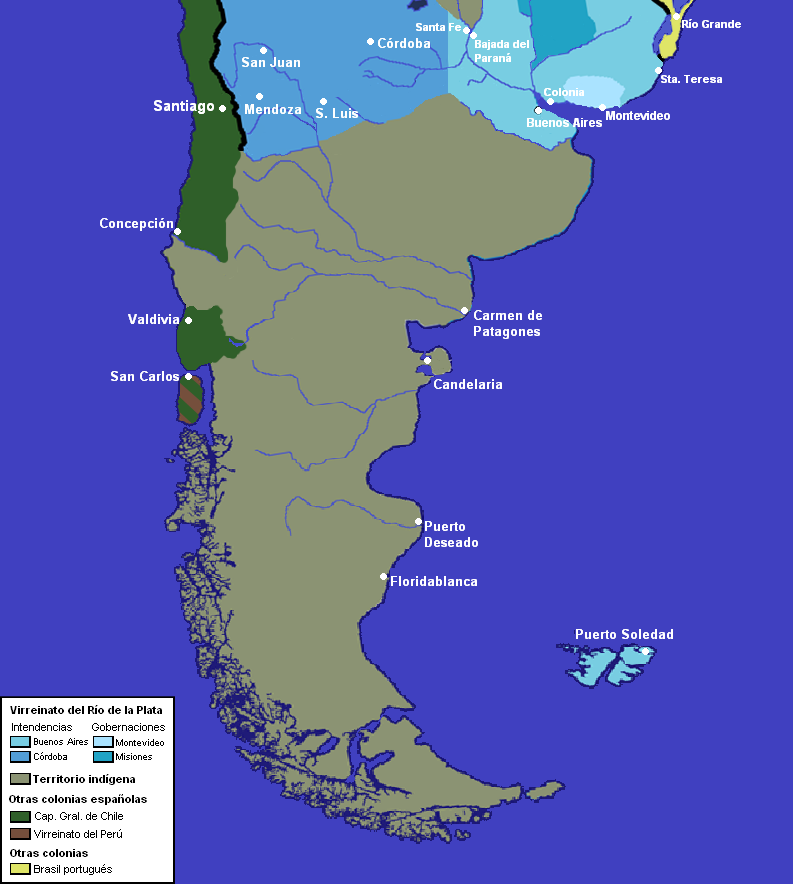
Frontera indígena sur del Virreinato del Perú (colores azul, verde y marrón oscuro) en 1684 con la Araucanía mapuche en la vertiente occidental de la cordillera de los Andes y los territorios patagónico-pampeano tehuelches, en la vertiente oriental, con los posteriores poblados litorales atlánticos fundados en el, durante la etapa del nuevo Virreinato del Río de la Plata.

En el siglo XVII, esta interacción de los pobladores aborígenes con los de procedencia europea provocó fuertes epidemias, como por ejemplo la de viruela, que diezmó gran parte de las tribus aborígenes.
Los colonizadores hispanos de la frontera meridional del entonces gran Virreinato del Perú, con el tiempo, solo poblaron en la zona occidental de los Andes o chilena hasta el río Bío Bío, transformado en la nueva frontera continental por ese lado cordillerano (desde 1602) —debido a la rebelión mapuche de 1598 que les hiciera perder las siete ciudades de los territorios de la Araucanía, de Valdivia y de Osorno— aunque más al sur conservaran la isla de Chiloé y erigieran los fuertes de San Antonio Ribera de Carelmapu, de San Miguel de Calbuco (ambos en 1602), de San Francisco Javier desde 1604 y fortificaran la pequeña isla Mancera en 1645, además de repoblar posteriormente a la ciudad de Valdivia en 1684 (y en el siglo siguiente la ciudad de Osorno, en 1796).
En la vertiente oriental hubo intentos evangelizadores en los territorios del lago Nahuel Huapi en donde el primer jesuita en misionar por la zona en 1650 fue Diego de Rosales, guiado por el cacique Catinaquel. Más tarde, el jesuita Nicolás Mascardi con aborígenes poyas —tehuelches septentrionales andinos— fundó la misión de Nuestra Señora del Populo o de los Poyas en 1670 y plantó los primeros manzanos en el territorio, hasta que fuera asesinado por la misma facción aborigen no evangelizada el 15 de febrero de 1674.
En el lago Rucachoroi el jesuita José de Zúñiga fundó en 1689 con indígenas pehuenches la misión de Calihuinca pero fue abandonado en 1693 por orden del gobernador chileno José de Garro. Posteriormente la reducción del difunto Mascardi fue refundada en 1703 con el nombre de Nuestra Señora de los Poyas y de los Puelches o del Nahuelhuapi por el jesuita Felipe Laguna, quien luego de fallecer por envenenamiento en 1707 fuera suplantado en la misión por el jesuita Juan José Guillelmo, que también ingiriera veneno en la bebida chicha provocándole la muerte en 1716, y este fue remplazado por el padre Francisco Elguea que también fuera asesinado por los indígenas en 1717, por lo cual en este año las misiones de los lagos fue definitivamente abandonada.
Consecuentemente los españoles por esta vertiente cordillerana solo dominaron específicamente en el territorio cuyano hasta la reducción de Corocorto —organizada con aborígenes huarpes hacia 1628— y la ya mencionada villa de San Luis que seguiría en peligro de continuar sufriendo malones, y hacia la zona rioplatense, poblaron hasta el río Cuarto cordobés y el río Salado bonaerense, a excepción de las misiones jesuitas en territorio del cacique Cangapol como la de Nuestra Señora del Pilar fundada por los padres José Cardiel y Thomas Falkner, que funcionaría desde el 13 de noviembre de 1746 hasta el 1 de septiembre de 1751, entre otras.

### Comienzos de la mixogenización de los tehuelches pampeanos

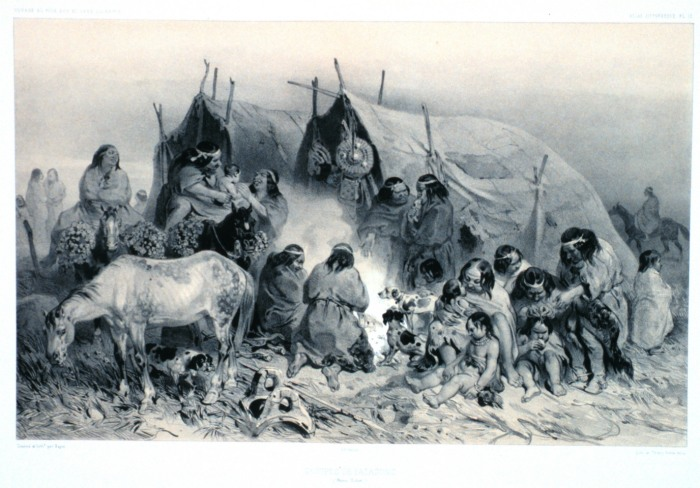
Toldería tehuelche y su ganado cimarrón (dibujo de 1832).

Aquel pueblo aborigen de las pampas que tuvo el beneficio del ganado cimarrón por los excelentes pastizales naturales, aguadas y un clima templado pampeano, comenzó a tener que compartir el territorio con nuevas etnias procedentes de lugares distantes, por lo cual, el pueblo tehuelche se iría mixogenizando hacia 1750 con los pehuenches mapuchizados oriundos del alto Ñuble del Ránquil, en la región andina occidental, originando a los ranqueles de las pampas cuyo cacique más renombrado fue Carripilún y que por la abundancia de cautivas blancas terminarían poseyendo un importante aporte genético europeo.
Hacia 1765, el cacique mapuche-huiliche Llanquitur con su tribu —junto a su hermano Paillatur— ya se habían asentado en estas llanuras, comenzando con nuevas depredaciones a las estancias hispanas, como en la desembocadura del río Salado ya que se había establecido una «Estancia Real» en el rincón entre el río citado y el Samborombón, defendida y financiada por el nuevo comandante general Clemente López de Osornio —futuro abuelo materno de Juan Manuel de Rosas— nombrado primer alcalde de la hermandad del «Pago de la Magdalena» que se había asociado con el comerciante Juan Noario Fernández (cuyo verdadero nombre era Jenuario) quien fuera propietario de la estancia «Rincón de Noario», además de organizar cinco compañías de Blandengues destinadas a cuidar la frontera meridional con los amerindios y de dirigir una expedición a las Salinas Grandes para recoger la tan preciada sal.
Los caciques Lebián y Pilmigerenantu lideraron la rebelión pehuenche de 1769 contra los colonizadores hispanos, principalmente de Chile, y en alianza con los ranqueles, efectuaron un gran malón sobre la ciudad de Mendoza que se repetiría en febrero de 1770. En este año, otro grupo de estos aborígenes cruzaba nuevamente la cordillera de los Andes y se establecería en la zona del río Malargüe, constituyendo a los pehuenches del Malalhue. Estos últimos, otra vez enemistados con los colonizadores, atacaron en diciembre del mismo año al «Fuerte de San Carlos», erigido ese año para avanzar y consolidar la frontera sur cuyana, que daría origen el 3 de octubre de 1772 a la villa homónima.
Para dar mayor seguridad, más hacia el sur, se construyó el 16 de marzo de 1774 el «Fuerte San Juan Nepomuceno» (sumado a que catorce años después y a 40 km al sur de la anterior villa, sería fundado el «Fuerte Aguanda», el 11 de junio de 1789). Por otra parte, en 1779, López de Osornio obtuvo su retiro militar y la concesión de unas tierras en el rincón sureño del Salado —incluyendo a la abandonada reducción de «Nuestra Señora de la Purísima Concepción de los Indios Pampas» (mayo de 1740 - febrero de 1753) de los jesuitas Matías Strobel y Manuel Querini— y que pasó a llamarse estancia «Rincón de López».

### Tratados de paz entre el cacique mayor Calpisqui y los virreyes rioplatenses
En 1782, unos dieciocho caciques tehuelches septentrionales habían enviado al cautivo Pedro Zamora a ofrecer la paz al virrey rioplatense Juan José de Vértiz y Salcedo quien terminó concediéndola, la cual se firmó mediante un tratado en Buenos Aires, siendo el cacique principal tehuelche Lorenzo Calpisqui con dominio entre las sierras de Tandil y de la Ventana, el que fue reconocido como el «cacique principal de todas las pampas», y por el cual se permitiría a los amerindios usufructuar los ganados cercanos a los fuertes a cambio de alertar sobre los movimientos de los ranqueles.
Pero estos últimos, en coalición con los tehuelches araucanizados que no adhirieran al tratado, atacaron con un gran malón a la estancia «Rincón de López» en diciembre de 1783, en donde encontraron la muerte Clemente y su hijo Andrés López de Osornio, haciendo lo mismo con los pueblos de Luján y Navarro, por lo cual, el comisario superintendente patagón Juan de la Piedra, se propuso atacar a los indígenas con doscientos hombres pero luego moriría a manos de los aborígenes durante la expedición, el 26 de enero de 1785, al igual que el explorador gallego-español Basilio Villarino quien había intentado colonizar la isla Choele Choel a partir de la malograda fortaleza homónima (1782-1783). Posteriormente, en 1790, el cacique Calpisqui volvió a pedir la paz que sería aceptada por el virrey-marqués Nicolás del Campo.

### Extinción de los tehuelches septentrionales boreales y tratado de paz con los ranqueles
Por esos tiempos surgía una guerra entre los nuevos habitantes aborígenes de las pampas, en alianza con los ranqueles, contra los pehuenches del Malalhue por el control de los pasos cordilleranos que estaban en poder de estos últimos, hasta que en mayo de 1794 los caciques principales Canapayún —de los Huilliches— y Carripilún —de los ranqueles— pedirían la paz.
En 1796 se firmó otro tratado de paz entre el virrey Pedro Melo de Portugal con los ranqueles, al mismo tiempo que fallecía Calpisqui quien fuera el cacique mayor de los pampas viejos, sin que estos tehuelches septentrionales de las llanuras volvieran a tener un líder general.
A principios del siglo XIX, los tehuelches septentrionales boreales habían desaparecido como facción étnica. Sin embargo, los tehuelches septentrionales australes habían resistido al avance del colonizador europeo, aunque desde al menos principios del siglo XVII, tal y como lo señala las ferias del Cayrú y Chapaleofú, pasarían un proceso de mapuchización.

### Las alianzas ranquel-carrerina y mapuche-pincheirista durante las guerras de independencia

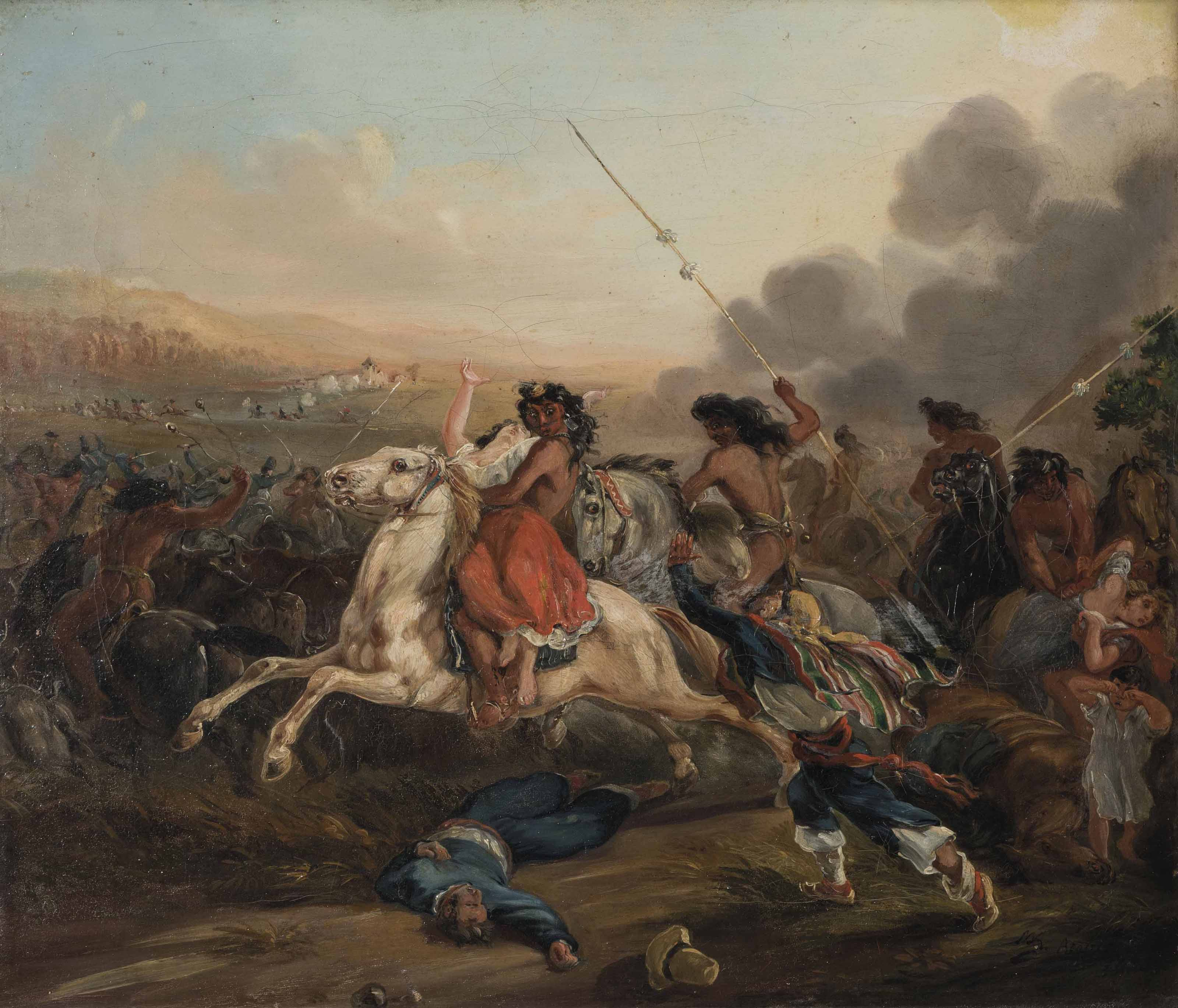
"El malón" (de Mauricio Rugendas).

En la vertiente occidental de la cordillera de los Andes, una vez derrocado el presidente de la Junta de Gobierno de Chile por los realistas, en el denominado Desastre de Rancagua del 2 de octubre de 1814, José Miguel Carrera y su familia se exiliaron en las vecinas provincias rioplatenses. Posteriormente, cuando los patriotas recobraran el poder, sus hermanos menores, Juan José y Luis, por instigación de su hermana mayor Javiera Carrera, se envolvieron en la llamada «Conspiración de 1817», cuyo plan era volver a su país con el propósito de apresar a los generales Bernardo O'Higgins y José de San Martín, forzándoles a abdicar y de esta manera conseguir el liderazgo de dicho territorio, pero fracasaría.
Finalmente fueron apresados y acusados en la ciudad de Mendoza de querer escapar con la ayuda de prisioneros realistas, a quienes intentaron armar y organizar para derrocar las autoridades cuyanas e invadir Chile, y coincidiendo con la derrota patriota después de la batalla de Cancha Rayada del 19 de marzo de 1818, fueron encontrados culpables de los delitos de «lesa patria» y «actos contra la plaza», y condenados a muerte por el gobernador Toribio de Luzuriaga el 8 de abril del citado año, tres días después de la batalla de Maipú que selló el triunfo patriota.
El general chileno José Miguel Carrera se enteró de la terrible noticia estando en Montevideo, capital de la Provincia Oriental usurpada por los luso-brasileños, y a finales de 1819 terminaría inmiscuyéndose en las guerras civiles argentinas en alianza con el general argentino Carlos María de Alvear y las fuerzas federales de los caudillos del Litoral, siendo estas las del santafecino Estanislao López y las del entrerriano Francisco Ramírez, pero finalmente al ser derrotados en el combate de San Nicolás de los Arroyos en julio de 1820, Carrera y sus quinientos hombres habían decidido internarse en las pampas, uniéndose a los caciques ranqueles en el saqueo de algunos pueblos de la provincia bonaerense, para reunir medios que utilizaría para regresar a Chile, en donde pretendía derrocar a O'Higgins, y como fuera ganando adeptos entre los aborígenes de la región quienes lo terminaron por nombrar "Pichi-Rey" —que significa pequeño rey— cambió de planes, marchando sobre el centro de detención de Las Bruscas —actual ciudad bonaerense de Dolores— donde liberaría a sus compatriotas detenidos en el combate antes citado, aceptando estos alistarse en sus filas.
De esta forma, Carrera ya sin formar parte, incentivó el ataque a la localidad bonaerense de Salto perpetrado por el cacique mapuche-huiliche Yanquetruz. Este último era oriundo de la región de los ríos y lagos del occidente cordillerano, y descendiente de Llanquitur, que había llegado con su familia y cientos de guerreros a tierras pampeanas en 1818 y que hacía poco tiempo había sucedido a Carripilún —luego de su muerte cuando se dirigía a la villa La Carlota, el 13 de marzo de 1820— como cacique principal ranquel de los territorios meridionales de Córdoba, San Luis y Santa Fe, además de la actual provincia de La Pampa. Yanquetruz, al mando de dos mil guerreros, lo atacó el 3 de diciembre del citado año, oportunidad en la que la indiada destruiría la población, asesinando a los hombres y a los 30 soldados del fuerte, y esclavizando a 250 mujeres y niños, haciendo lo mismo con los pueblos de Chascomús, Rojas y Lobos.
En febrero de 1821 Carrera abandonó la toldería ranquel, para dirigirse a Chile pero sería derrotado en Punta del Médano por las fuerzas del coronel mendocino José Albino Gutiérrez, el 30 de agosto de 1821, y al ser traicionado por algunos de sus hombres fue llevado ante este último que lo apresó, siendo enjuiciado, condenado a muerte por sus crímenes y fusilado en Mendoza el 4 de septiembre del mismo año, por orden de Tomás Godoy Cruz quien fuera el entonces gobernador de la provincia de Mendoza.

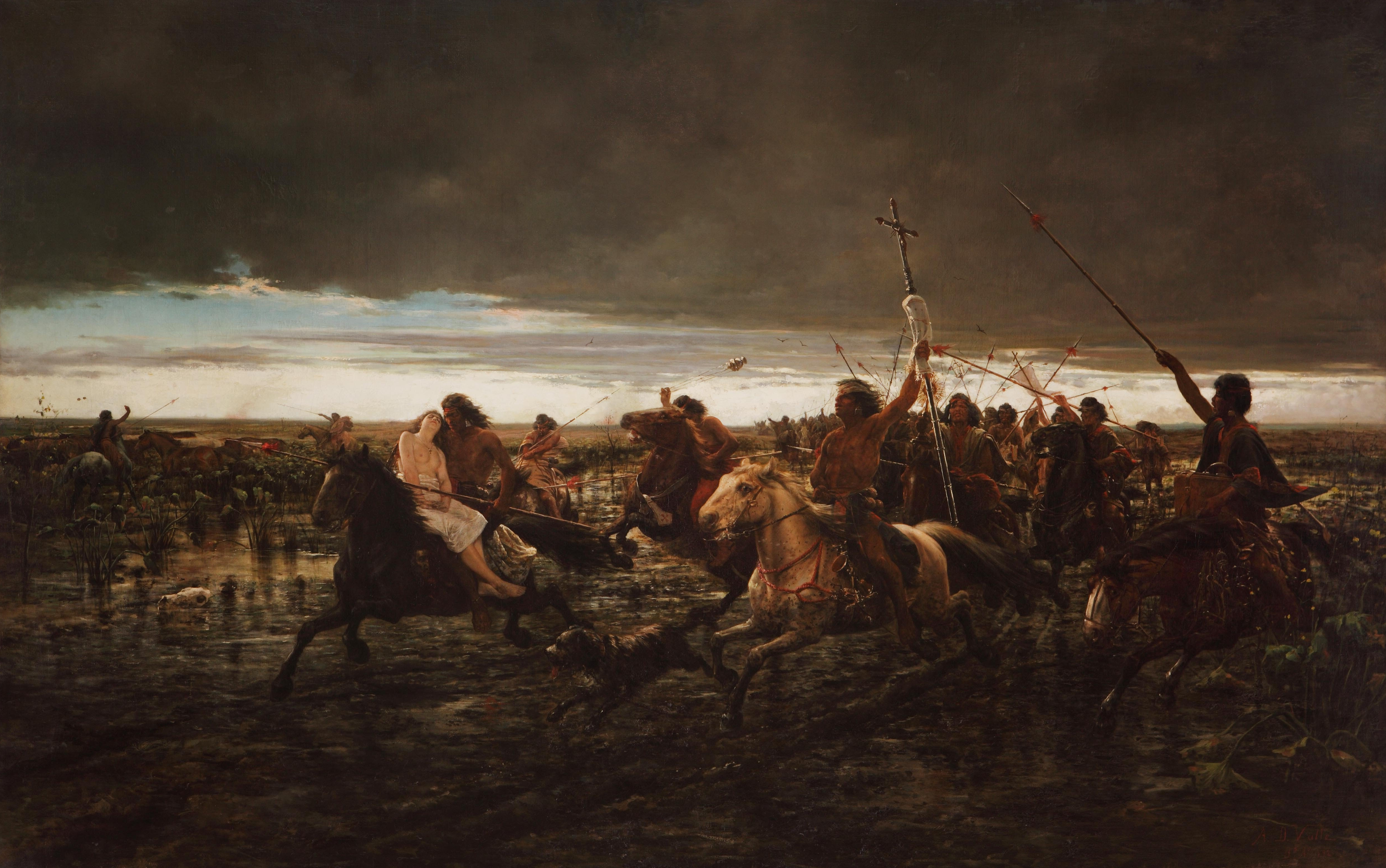
La vuelta del malón (óleo de Ángel Della Valle, año 1892).

Por otro lado, los aborígenes borogas terminaron por ser aliados de los hermanos Pincheira desde 1822, quienes a su vez, fueran unos cuatreros realistas chilenos, oriundos del pueblo de Parral. Esto traería como consecuencia una mayor oleada de boroanos a la región pampeana.
Aquellos cuatreros realistas tenían reductos en las zonas cordilleranas nor-patagónicas y en las llanuras del Comahue, siendo los más importantes, los ubicados en la parte oriental andina, como los establecimientos de las lagunas de Epulafquen y los del valle de Varvarco, en donde llegaron a tener aldeas habitadas por miles de habitantes entre chilenos realistas y delincuentes fugados, aborígenes aliados, niños raptados y cautivas fronterizas que se usaban sexualmente o a cambio de una recompensa, como en el famoso caso de la chilena Trinidad Salcedo que exigieron una carga de vino, dos cargas de harina y 200 pesos de plata.
Además estos poseían refugios en la región nominal mendocina, como ser «Atuel» (en donde tres décadas después se erigiría el «Fortín de Las Juntas» y que actualmente sea una localidad rural), «El Manzanito», «Payén Matru» y «Jirones». También tenían un establecimiento en la isla Grande de Choele Choel que, por su extensión, muy buenos pastizales y liderado por el mapuche-tehuelche Chocorí quien fuera un cacique pincheirino, era un excelente lugar de pastoreo de las haciendas robadas en las estancias bonaerenses.
En el área de la actual provincia de La Pampa, también poseían los pincheiristas tres refugios: uno en Chical Co (a 60 km oesudoeste de la actual localidad Algarrobo del Águila), otro llamado Limay Mahuida —ubicado en el futuro departamento homónimo— y el tercero, desde 1827, en la llamada «Isla de los Pincheira» o «Chadileo» que estaba en el tramo del río homónimo —seco en el siglo XX por transformarse en una cuenca endorreica y dentro del actual departamento Curacó— que conectaba la laguna Urre Lauquen, de la cual dicho refugio estaba en sus proximidades, con el curso medio del río Colorado.

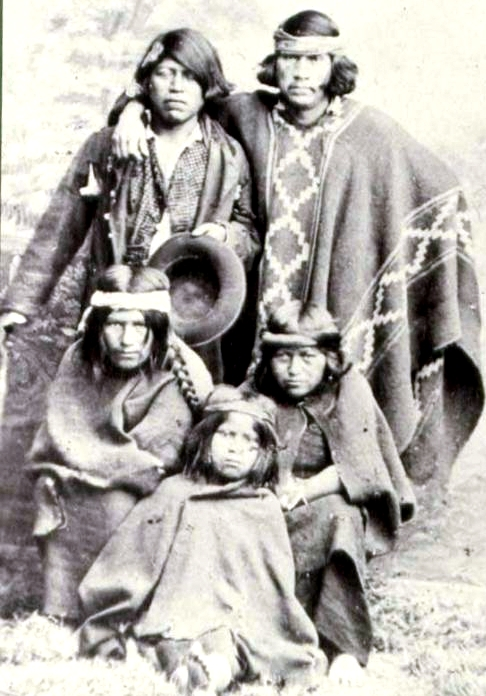
Mapuches del.

Desde entonces, los mapuches boroanos comenzaron a dominar las rutas de circulación de ganados y bienes de las llanuras pampeanas, y a partir del cual realizarían sus correrías al territorio de los tehuelches septentrionales australes (que dominaban por el sur hasta el río Chubut), alcanzando el norte de la Patagonia nominalmente rioplatense —el norte de los actuales territorios neuquinos y rionegrinos— que ellos mismos llamaban el Comahue, y los malones a las provincias argentinas de Mendoza, San Luis, Córdoba, Santa Fe y Buenos Aires que desde 1820 se había anexado la Comandancia de Patagones a su jurisdicción, también asediada por los mismos aborígenes.
Los grandes caciques residían en los enclaves estratégicos de Leuvucó, Salinas Grandes, Caleufú, entre otros lugares, disputando esas tierras a los ranqueles, a los originarios querandíes prácticamente extintos y a los pampas viejos, hasta araucanizarlos por completo. Sin embargo, antropólogos e historiadores del Conicet (Argentina) han relativizado estas imputaciones señalando que: "... los mapuches no son araucanos de origen chileno y no exterminaron a los tehuelches [...] Los mapuches, por otra parte, no son “indios chilenos”, sino pueblos preexistentes. Esto significa que vivían en estos territorios antes de que existieran los Estados y que había mapuches en lo que hoy es Argentina, así como había tehuelches en lo que hoy es Chile. A su vez, las alianzas matrimoniales entre unos y otros y los desplazamientos producidos por el avance de los Estados sobre sus territorios dieron lugar a que muchas familias se identifiquen en el presente como mapuche-tehuelche, tal como ocurre en la actual provincia de Chubut. Los tehuelches, por otra parte, no “se extinguieron”, sino que desde hace varios años luchan para demostrar que continúan existiendo y, en la Patagonia austral, han comenzado a identificarse en el espacio público como aonek’enk. Los responsables de su marginación e invisibilización fueron los mapuches y las políticas de colonización".

### Tratado de paz boroga-rosista durante las guerras civiles argentinas
Sin embargo, en septiembre de 1830 una delegación boroana viajó a Buenos Aires y firmó la paz con el gobernador federal Juan Manuel de Rosas y luego enfrentaría al grupo expincheirista del cacique pehuenche Martín Toriano quien cayera muerto, en el que también participaran los recién llegados del Ngulu Mapu de la Araucanía, siendo estos Calfucurá con su hermano Antonio y su sobrino Manuel Namuncurá, entre otros.
El 14 de diciembre se aliaron con el mapuche-huiliche Yanquetruz quien fuera cacique ranquel, firmando un acuerdo en Chillué —actual Valle Argentino y en donde se fundaría a la ciudad General Acha en 1882— en el cual participaron boroanos y ranqueles, adhiriendo todos a la alianza con Rosas e iniciando operaciones contra los Pincheira en el sur de San Luis y de Mendoza, pero el cual fue quebrantado el 19 de agosto de 1831 al sitiar Río Cuarto, villa de la provincia ya federal de Córdoba por los caciques boroanos Canuillán, Mellín, Rondeau y Cañiuquir, junto a Yanquetruz, además de que en octubre del mismo año acogieran a un grupo de unitarios encabezados por Manuel Baigorria.
De esta forma, las distintas etnias aborígenes de las pampas iban involucrándose directa e indirectamente en la política argentina, tomando partido cada una por diferentes facciones que pugnaban por el poder de las Provincias Unidas del Río de la Plata y que las llevaron a una nueva guerra civil a finales de 1828, entre la Liga Federal y la Liga del Interior, y a otra, entre la ya originada Confederación Argentina y los unitarios, desde 1832 (hasta 1838).

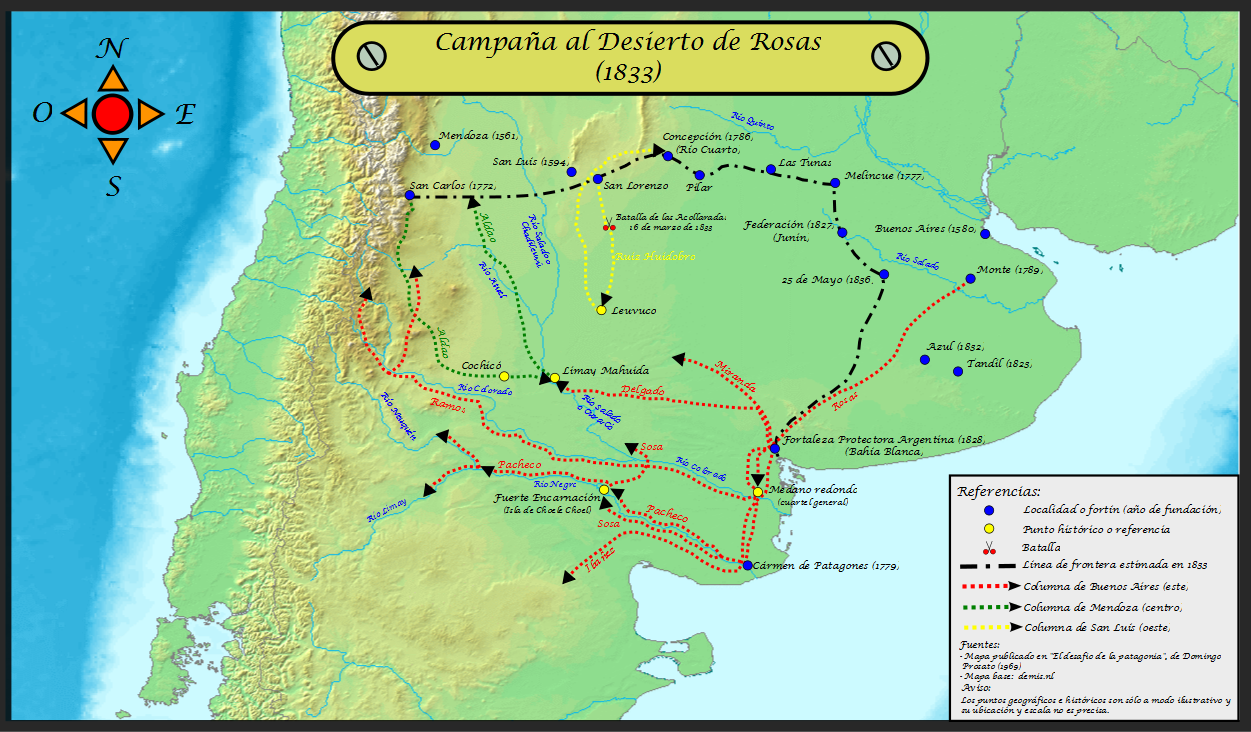
Mapa de la Campaña de Rosas al Desierto, con los trayectos de las distintas columnas.

### Primera campaña argentina al oeste pampeano
Estos acontecimientos, sumados al objetivo argentino de correr las fronteras hacia la cordillera andina por el oeste y al río Negro por el sur, durante el gobierno bonaerense de Juan Ramón Balcarce, a principios de 1833 se organizó la primera "campaña al desierto" comandada por el entonces brigadier general Juan Manuel de Rosas. Como el Ministerio de Guerra comunicara que la provincia no estaba en condiciones de solventar la expedición, Rosas y Juan Nepomuceno Terrero ofrecieron suministrar ganado vacuno y caballar para el abastecimiento, y los Anchorena, el entonces coronel Tomás Guido, el doctor Miguel Mariano de Villegas y el rico hacendado Victorio García de Zúñiga terminaron por donar el dinero en efectivo para que pudieran iniciarla, por lo cual partirían en marzo del mismo año.
La columna del oeste del general José Félix Aldao que había salido del «Fuerte de San Carlos» —construido en 1772— dirigiéndose hacia el sur, viró al oriente en Cochicó —cerca del actual Puelén— para dirigirse hacia Limay Mahuida tomando 250 prisioneros, rescatando 70 cautivas, apoderándose de 700 cabezas de ganado vacuno y caballar, además de 10 000 ovejas. Al retornar a la provincia de Mendoza pasó por territorio de lo que sería, más de medio siglo después, el pueblo de Algarrobo del Águila, y bordeando por la orilla izquierda u oriental del río Atuel hizo escala en el «Fuerte San Rafael del Diamante».

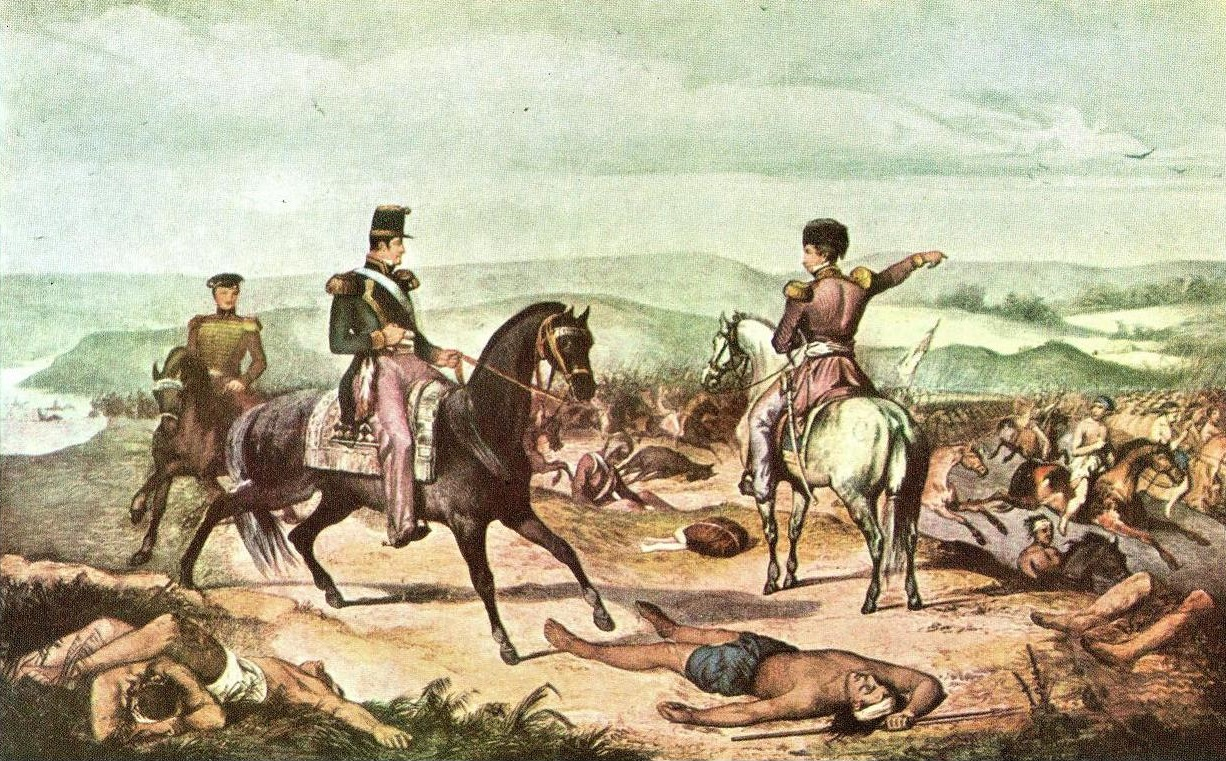
"Expedición en los desiertos del Sud contra los indios salvajes, en el año de 1833, ejecutada con el mayor acierto y sabiduría por su digno jefe el gran Rosas" (Museo Saavedra, Buenos Aires).

La columna del centro que estaba comandada por el general José Ruiz Huidobro, salía el 22 de febrero del citado año desde el «Fuerte San Lorenzo del Chañar» —erigido en 1779 y actualmente desaparecido— que se ubicaba sobre la orilla norte del río Quinto, en la provincia de San Luis, y luego se internó en el desierto el 6 de marzo, al cruzar dicho río por el paso del Torero, con unos mil soldados que acamparon sobre la ribera meridional del mismo, el 10 de marzo.
Al dirigirse hacia el sur llegó a la laguna El Cuero el 16 del mismo mes, para luego batirse con un grupo de indígenas cerca de la laguna del Corral Garriu —o de las Leñitas— y continuando hacia el sur se topó con el cacique Yanquetruz, junto a otros llamados Painé, Pichún, Eglaus, Calquínquien y Cariangué, con mil hombres que se dirigían hacia Córdoba para perpetrar un gran malón, produciéndose de esta forma la victoria de José Ruiz Huidobro en batalla de las Acollaradas el 16 de marzo, en la que los aborígenes tuvieron ciento veinte bajas y en donde figuraban los hijos de Yanquetruz quien ya se había fugado, siendo aquellos, Rulcó y Paillá.
Después de lo acontecido y sin perseguirlo, la columna militar se dirigió hacia las tolderías de Leubucó, pero al parar el 25 del corriente en la laguna Trapal —actual provincia de La Pampa— que estaba cerca de la toldería, notó que había sido abandonada. Tras tomar conocimiento de que Francisco Reinafé quien se habría desbandado con sus hombres durante la batalla antes citada, era el que informaba a Yanquetruz de sus movimientos y siendo este cacique quien se había apoderado de sus abastecimientos dejados en reserva cerca de la laguna Soven, y sumado a que todavía no recibía los recursos que debían enviarle, suspendió las operaciones, por lo cual pidió al comandante general Facundo Quiroga el retorno para poder juzgarlo en Córdoba, aunque no lograría mucho, regresando por el camino de la laguna del Bagual, hasta llegar a la villa de Río Cuarto el 29 de abril.
Desde la columna del este que había llegado al norte de la bahía Blanca a través de la ruta de la sal, se enviaron dos destacamentos que pasaron al actual territorio pampeano, para evitar que fueran amenazadas por retaguardia las principales que bordearían los ríos Colorado y Negro —en la pesquisa del cacique Chocorí de Choele Choel a quien consideraban un bandolero y en donde el «Fuerte Encarnación» quedaría erigido— y fueron comandadas por los tenientes coroneles Manuel Delgado y Miguel Miranda.
Rosas se había comunicado desde la «Fortaleza Protectora Argentina» de la bahía Blanca —fundada en 1828— con el cacique Cañiuquir, para que los borogas demostrasen su alianza marchando sobre los ranqueles de Yanquetruz y que deberían hacerlo junto al destacamento del teniente coronel Delgado, ante los cuales y luego de 21 días de persecución, se rindieron trescientos ranqueles, entre los que estaban los caciques Gueli, Marileo, Antibil, Mariqueo y Painé Güor —quien sucedería a Yanquetruz en 1836, y que su hijo Paguithruz Güor (bautizado más tarde con el nombre Mariano Rosas) al ser capturado, habría sido enviado para ser educado en la estancia “El Pino”, que era una propiedad de Rosas— además, les había exigido como condición la entrega de la cabeza de Yanquetruz que lograría huir con sus sesenta guerreros, quedándose con su destacamento custodiando los movimientos de los tres mil boroanos de Cañiuquir, Rondeau y Melingueo en las Salinas Grandes.

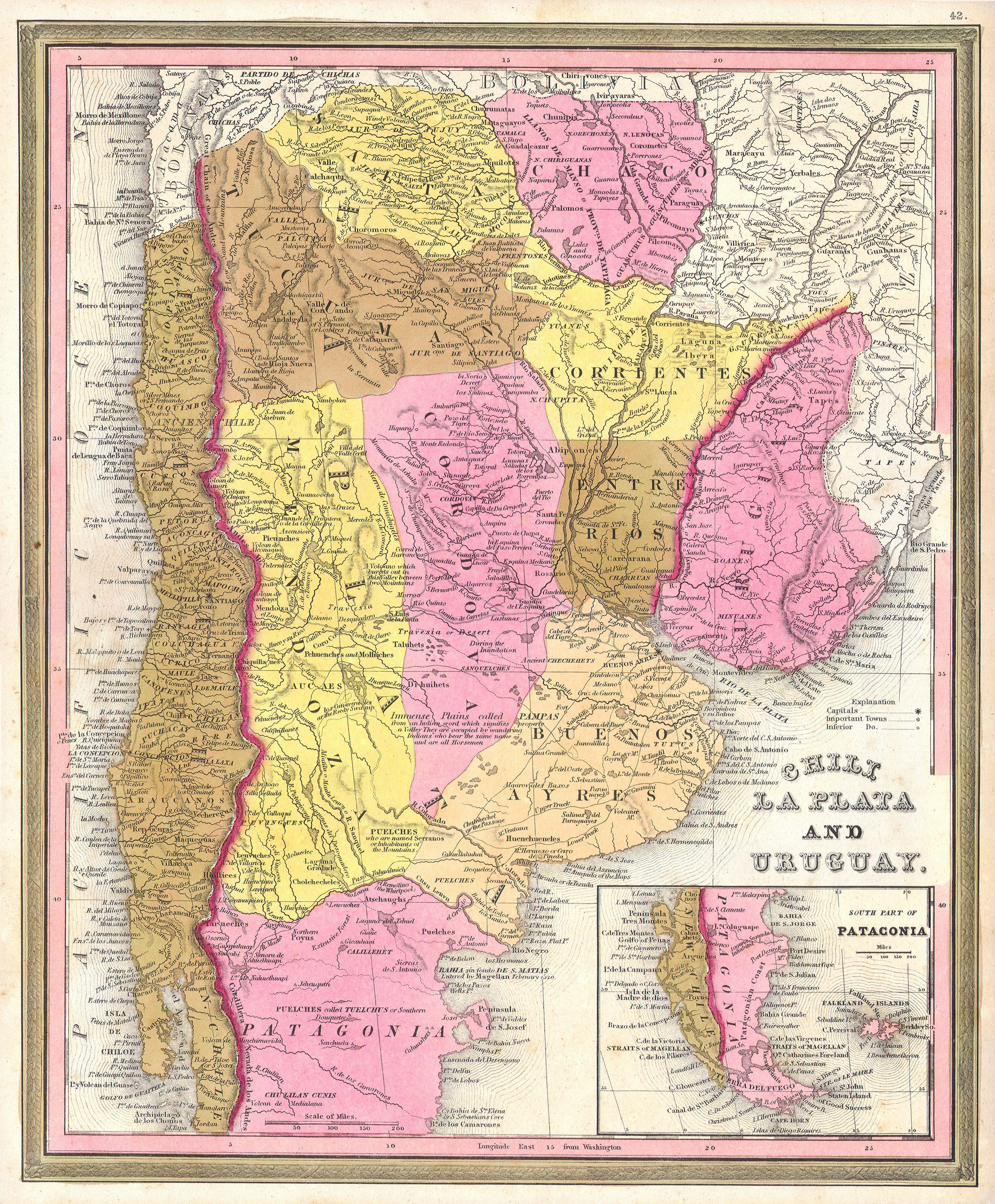
La Confederación Argentina en 1834 y la consolidación de los territorios pampeanos luego de la campaña de Rosas al Desierto (con errores cartográficos y geopolíticos de época).

El 22 de agosto, el cacique Yanquimán atacó por sorpresa con un centenar de indígenas a una posta bonaerense al nordeste de la sierra de la Ventana, degollando al capitán Felipe Rodríguez y a los cuatro soldados que lo custodiaban, por lo cual, el teniente coronel Miranda que terminó siendo apoyado por el destacamento del coronel Martiniano Rodríguez, conformado por 4 compañías de infantería de línea y 4 cañones, que sumado al apoyo de los indígenas de Catriel y de Cachul, irían en su búsqueda hasta hacerlo caer prisionero, muriendo diez aborígenes y lográndose liberar a muchas cautivas, principalmente oriundas de San Luis, y pudieron entregarlo a las autoridades en el «Fortín Colorado». La opresión y masacres cometidos por el imperialismo español continuaron con la República Argentina, oprimiendo a los pueblos originarios, como mapuches y tehuelches,

### Protectorado bonaerense sobre la Pampa, el Comahue y el País de las Manzanas

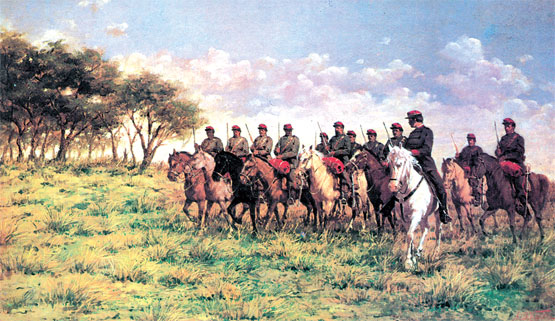
Formación de infantería de línea en la Región pampeana (Pintura de Ángel Della Valle).

El 28 de enero de 1834 comenzaba el regreso de la exitosa columna del este, del entonces coronel Ángel Pacheco —ya que las otras dos no habían cumplido con el total de los objetivos— logrando la finalidad de ampliar los territorios provinciales, ocupar militarmente las pampas y el Comahue, y batir a los aborígenes rebeldes como el cacique puelche-mapuche Payllarén y el tehuelche-mapuche Chocorí que terminaron abatidos por resistir a estas fuerzas militares bonaerenses.
El aborigen Sayhueque, hijo de este último cacique que había huido con Velocurá y Lupil hacia el oeste pero que se toparan con las tropas del coronel Francisco Sosa, lo sucedería en el «País de las Manzanas» ubicado en la cuenca oriental del río Limay —en la mitad meridional de la actual provincia de Neuquén— por lo que los bonaerense tendrían que dejar guarniciones en los fortines, inclusive en el «Fuerte Encarnación» de la isla Choele Choel en el río Negro y el «Fortín Colorado» en el río homónimo, firmándose de esta manera nuevos tratados de paz con otros caciques que se convertirían en verdaderos aliados de la provincia de Buenos Aires.
En marzo del mismo año y por orden del entonces gobernador bonaerense Martín Rodríguez, se concluía la expedición. En el año 1835, durante el gobierno rosista, se retiraron los fortines del río Negro incluyendo el de la isla antes citada, ya que se haría la paz con los caciques borogas Rondeau, Melín, Cañiuquir y Cañuillán pero luego de la masacre de Masallé del 9 de septiembre, cerca de la laguna Epecuén —en donde fueron asesinados por orden del nguluche Calfucurá los dos primeros caciques nombrados, además de Alun y Callvuquirque, aunque lograra escapar Ignacio Coliqueo— traería como consecuencia el malón con miles de guerreros del cacique boroano Railef, en la primavera de 1836, que viajaba desde la Araucanía especialmente para vengar a los suyos, aunque se desvió de su objetivo y atacó la Fortaleza Protectora Argentina que si bien fueran rechazados, secuestraron cien mil cabezas de ganado y un gran número de cautivas.
Paradójicamente, estos terminaron aliándose con Calfucurá en detrimento de las estancias bonaerenses y cordobesas, siendo el más renombrado el ataque perpetrado con 2000 aborígenes sobre Tapalqué el 20 de agosto de 1839, en el que morirían 150 indígenas y 37 soldados que defendían a los establecimientos. Calfucurá, por orden de Rosas, traicionó y atacó a los borogas que retornaban a Chile en el paraje Quintucó —a orillas del río Agrio, en la actual provincia de Neuquén— matando a Railef, alrededor de 600 guerreros suyos, además de niños y mujeres que los acompañaban, y quedándose con el botín que no lo devolvería a sus dueños.
Estos acontecimientos provocaron que se pactara una alianza a modo de protectorado rosista, a partir de 1840, con el cacique mapuche-nguluche Calfucurá quien pasó a dominar el extenso territorio pampeano y del Comahue, en una gran confederación de tribus mapuches, ranqueles y tehuelches septentrionales araucanizados con base en las Salinas Grandes y quien daría aviso de los posibles ataques de los pequeños grupos indígenas que no respondían a su mando, además de ser intermediario para distribuir el alcohol y las mercancías, junto con las vacunas para prevenir la viruela, que les enviaba el nuevamente gobernador federal y representante de la Confederación Argentina, conocido por sus seguidores como el "Restaurador de las Leyes", a través de su ahijado el coronel Pedro Rosas y Belgrano quien fuera hijo del patriota argentino, hacendado, comandante del fuerte de Azul y su juez de paz.
Aquel poderoso indígena también pactaría la paz con el cacique Sayhueque del «País de las Manzanas» —sucesor de su padre, Chocorí— y con el nuevo cacique mayor Casimiro Biguá, de los indígenas tehuelches meridionales de la Patagonia oriental (sucesor de María la Grande). Por lo acontecido, no hubo más correrías importantes hasta la caída del segundo gobierno de Juan Manuel de Rosas, haciendo retroceder las fronteras internas, debido al retorno de los malones mapuches y el consecuente abandono de las estancias. Calfucurá se mantuvo fiel a Rosas asistiéndolo el 3 de febrero de 1852 en la batalla de Caseros, en donde salieran derrotados por las fuerzas del gobernador entrerriano Justo José de Urquiza, y al día siguiente, atacaría a la Fortaleza Protectora Argentina en la bahía Blanca con cinco mil guerreros, llevándose como botín a 65 000 cabezas de ganado.

### Sumisión del cacique mayor Calfucurá a la confederación de Urquiza

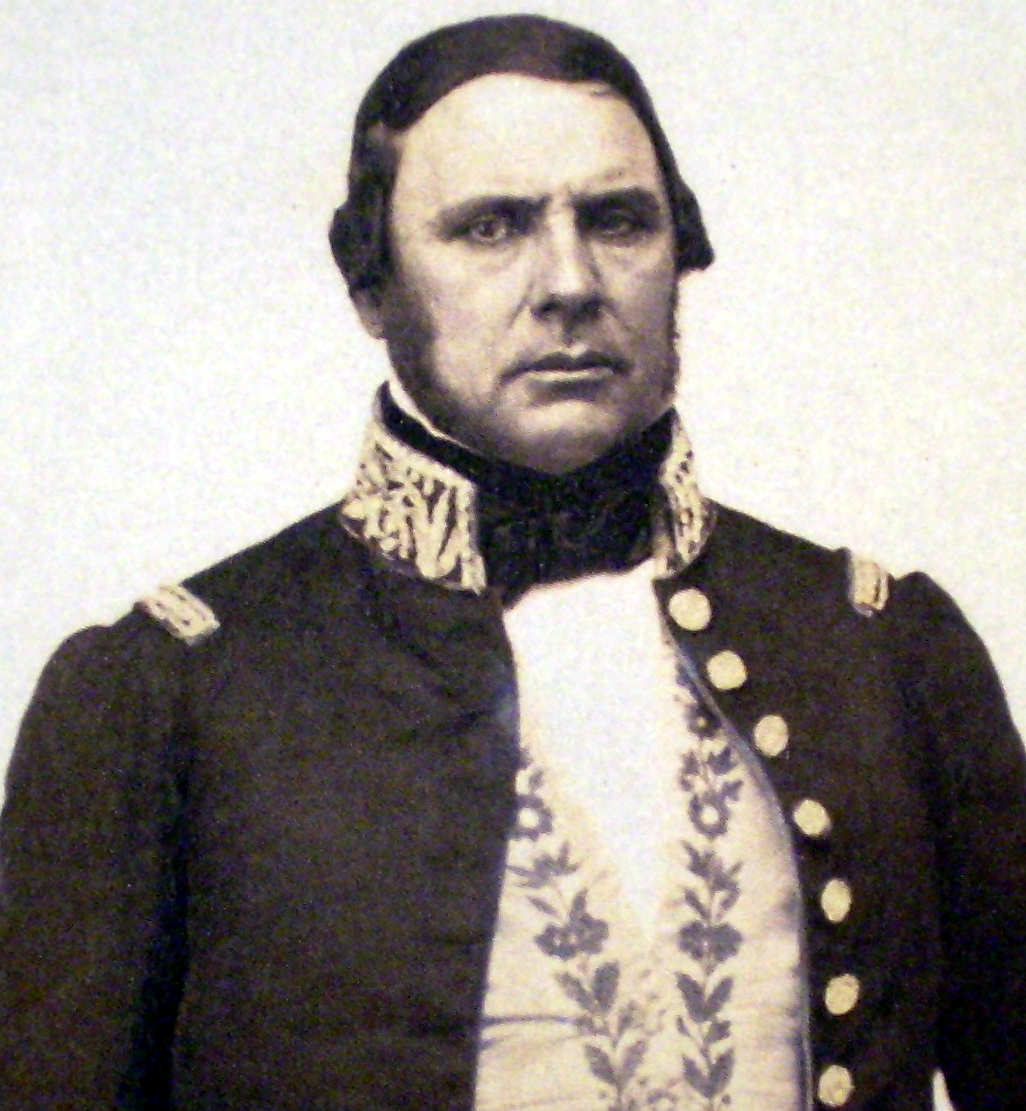
Daguerrotipo de 1852 del general Justo José de Urquiza, director provisional y primer presidente de la Confederación Argentina.

En 1854 el cacique mapuche-nguluche Calfucurá envió a su hijo Manuel Namuncurá, de alrededor de 43 años de edad, a la ciudad de Paraná —la entonces capital de la Confederación Argentina, ya que el Estado de Buenos Aires se había separado de ella— en donde se convertiría al catolicismo como señal de alianza con el entonces presidente confederal Urquiza y quien fuera también su padrino, además de jurarle lealtad y cumplimiento a la Constitución Argentina de 1853.
Luego de la alianza y lealtad a la confederación, el 13 de febrero de 1855, Calfucurá y su hijo organizaron el terrible malón con cinco mil guerreros, junto con los caciques aliados Juan Catriel "el Joven" y Cachul, que arrasarían la ciudad bonaerense de Azul, causando la muerte de 300 personas, llevándose 150 cautivas y 60 000 cabezas de ganado.

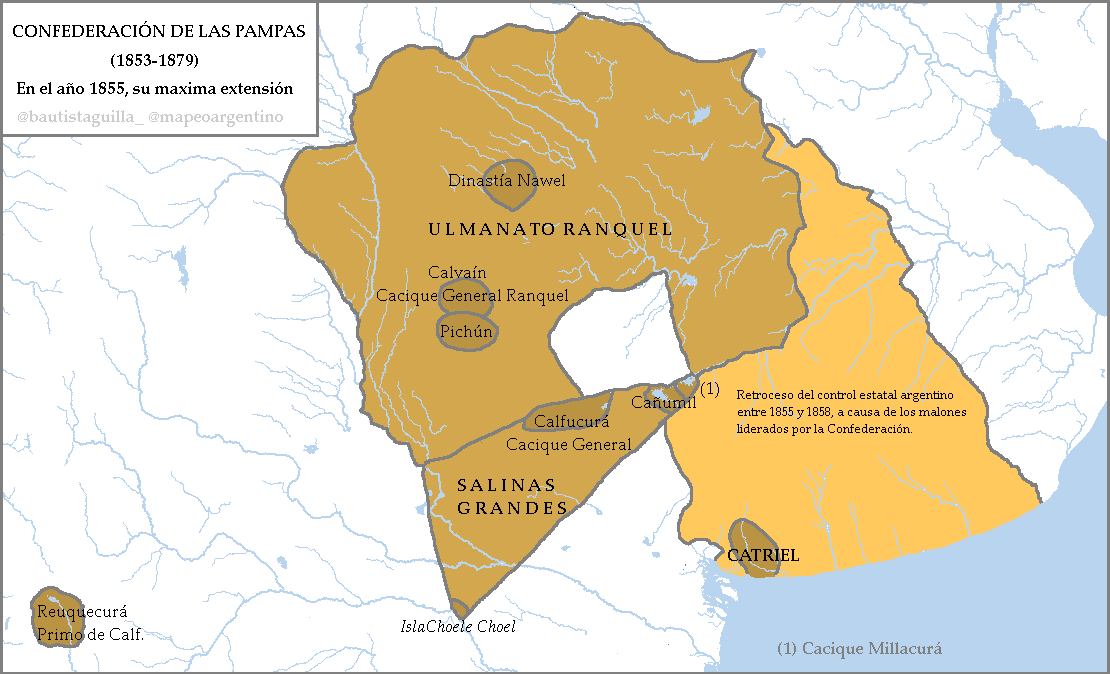
La Confederación encabezada por Calfucurá para el año 1855. Los Ranqueles y los Tapalqueros eran parte de esta entidad, pero con una autonomía mayor.

### Enfrentamientos del pueblo mapuche-nguluche y aliados contra el Estado de Buenos Aires

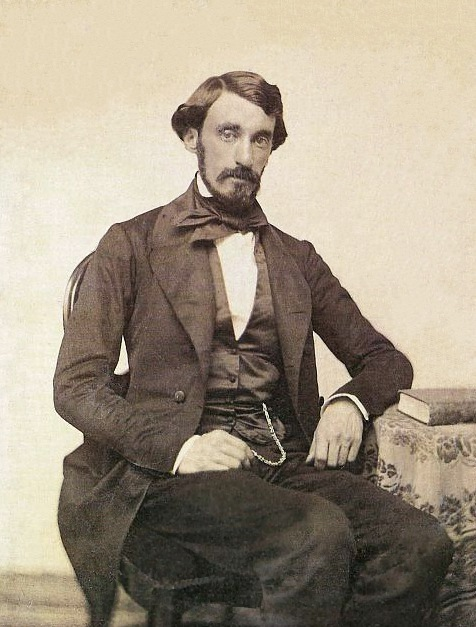
El entonces coronel Bartolomé Mitre en épocas del Estado de Buenos Aires.

Como consecuencia de aquello y en el mismo año, el mapuche-nguluche Calfucurá que fuera el cacique mayor de las pampas y el Comahue, fue perseguido el 27 de mayo por fuerzas del entonces coronel Bartolomé Mitre al mando de mil cien soldados, divididos en dos columnas, pero el 30 de mayo, Calfucurá obtendría la victoria en la batalla de Sierra Chica —cerca de la actual ciudad de Olavarría— con 17 bajas del lado mitrista, además de 234 heridos, recibiendo Calfucurá desde entonces el mote de "Napoleón del desierto".
En otra invasión pero esta vez perpetrada por el cacique pampa-puelche Bulnes Yanquetruz, el 13 de septiembre de 1855, también derrotó a otras fuerzas del ejército bonaerense, matando al comandante Nicanor Otamendi y a 125 soldados en el combate de la «Estancia San Antonio de Iraola» y luego saqueó al pueblo y fortín «Tapalquén», siendo totalmente destruido —aunque sería refundado solo con el nombre de Tapalqué ocho años después, 30 km noroeste sobre el arroyo homónimo—.
Con la derrota antedicha, Mitre organizó el «Ejército de Operaciones del Sur» con tres mil soldados y doce piezas de artillería al mando del general Manuel Hornos quien el 29 de octubre de 1855 también fuera derrotado por Calfucurá en la batalla de San Jacinto, cerca de la actual Loma Negra en un lugar llamado "tajamar", en la antigua Estancia San Jacinto en las cercanías del Arroyo San Jacinto (actual Estancia Fortabat). Murieron del lado gubernamental 18 oficiales y 250 soldados. Esto promoviera que el cacique mapuche atacase los poblados del Tapalquén Nuevo (actual Olavarría) -el cual quedó reducido restos humeantes-, Cabo Corrientes (actual Mar del Plata), Azul, Tandil, «Fuerte Cruz de Guerra», Veinticinco de Mayo, Junín, Melincué, Alvear, Bragado y Bahía Blanca.
Calfucurá contaba con un ejército estimado en seis mil guerreros de los cuales mil quinientos eran ranqueles, dos mil eran pampas nuevos, ochocientos eran mapuches-nguluches del lado occidental andino y setecientos eran pehuenches araucanizados, además de mil cuatreros chilenos aliados, entre los suyos y los de los caciques Cañumil y Quentriel.
Entre los años 1858 y 1862 se organizaron otras diversas campañas militares, siendo estas las comandadas por los coroneles Nicolás Granada, Emilio Mitre y Julio de Vedia, obteniendo algunas victorias.

### Pactos de la Nación Argentina con los caciques Sayhueque, Biguá y algunos de las pampas

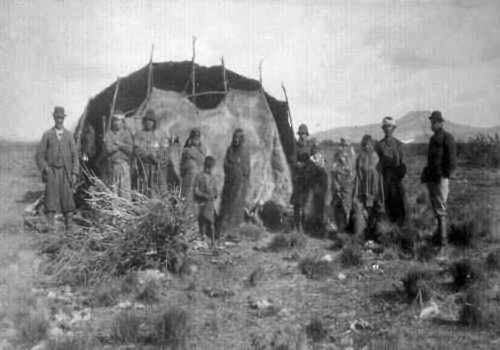
Toldería mapuche (del geógrafo Hans Steffen Hoffman, 1897).

El 20 de mayo de 1863 la Nación Argentina terminaría pactando con Sayhueque —hijo y sucesor de Chocorí— que lideraba en el «País de las Manzanas» del territorio triangular, limitado por los ríos Neuquén, Limay y la cordillera de los Andes, y quien se negaba a participar de los malones de Calfucurá, debido a que sus relaciones con los cristianos eran buenas y fluidas.
Dichas campañas victoriosas que derivaron en los tratados de paz con diversos caciques, fueron interrumpidas por la guerra del Paraguay, en la que esa nación había invadido a la provincia de Corrientes el 15 de abril de 1865, ocupando el norte y este provincial, y forzando de esta manera a la Argentina a involucrarse en la contienda.
Una vez firmados los tratados de paz iniciados en 1857 y concluidos en 1866 con los caciques Catriel "el Joven", Cachul e Ignacio Coliqueo, estos abandonaron la confederación de Calfucurá y pasaron a aliarse con los argentinos, asentándose en Azul, Junín y «Tapera Díaz» (la actual localidad de Los Toldos).

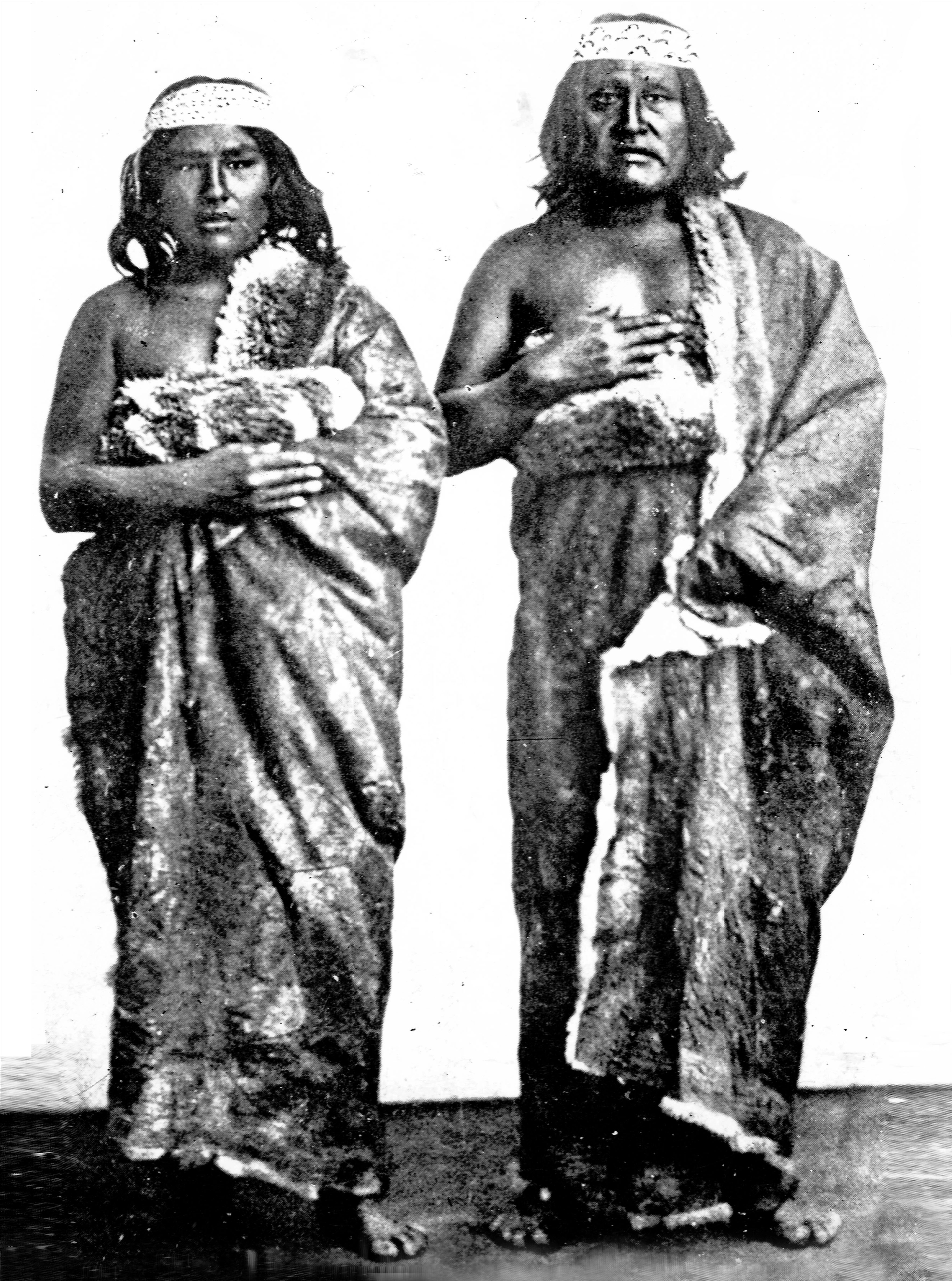
El cacique mayor tehuelche Casimiro Biguá y su hijo Sam Slick.

Al mismo tiempo, el cacique principal de los tehuelches conocido como Casimiro Biguá —quien fuera el sucesor de María la Grande desde 1840— y cuyo territorio abarcaba desde el río Negro hasta el estrecho de Magallanes y en cuya orilla septentrional se ubicaba la toldería Bahía San Gregorio que era su centro de residencia, en el año 1864 y por mediación del marino patriota Luis Piedrabuena, fue aceptado su cacicazgo por el entonces presidente argentino Bartolomé Mitre, por lo cual el 5 de julio de 1865 Biguá reconoció de manera informal la soberanía argentina hasta el estrecho, y en junio del año siguiente, fue ascendido en Buenos Aires por mandato de Mitre a teniente coronel del Ejército Argentino.
El 3 de noviembre de 1869 en otra toldería de sus dominio, específicamente en el valle de Genoa —cerca de la actual localidad chubutense de José de San Martín— Casimiro Biguá y cinco jefes principales vasallos de diversos clanes izaron la Bandera de la Argentina y le juraron fidelidad, por lo cual Casimiro "Biguá" Fourmantin fue nombrado por la presidencia como defensor de los territorios nacionales, oficializándose el protectorado argentino sobre la Patagonia oriental.

### Rebelión pampeana del cacique Calfucurá ante el afianzamiento de la república
En junio de 1870 Calfucurá realizó un nuevo gran malón atacando con alrededor de cuatro mil quinientos guerreros al pueblo de Tres Arroyos, arrasándolo, y en octubre, al intentar invadir los territorios del valle del Chubut poblados por galeses con permiso nacional y que fuera frenado por las defensas aborígenes del cacique mayor tehuelche-argentino Casimiro Biguá —el cual ya había aceptado la soberanía argentina en 1869— provocaría que el mapuche-nguluche Calfucurá hiciera lo mismo en Bahía Blanca, matando medio centenar de cristianos, secuestrando numerosas cautivas y robando ochenta mil cabezas de ganado.
Igualmente Calfucurá hizo lo propio en marzo de 1872, cuando entró en el pueblo Veinticinco de Mayo y se llevó a todos los indígenas aliados, saqueándola, al igual que a los de Alvear y Nueve de Julio con 8000 aborígenes, resultando 300 civiles muertos, 500 cautivas y alrededor de ciento ochenta mil cabezas de ganado robadas, pero el 11 de marzo del mismo año, fue derrotado en la batalla de San Carlos de Bolívar —en el actual partido bonaerense homónimo— por el general Ignacio Rivas y los guerreros de Catriel. Calfucurá fallecería el 3 de junio de 1873 y sería sucedido por su hijo Manuel Namuncurá.

### Dominio argentino de las pampas y la Patagonia oriental

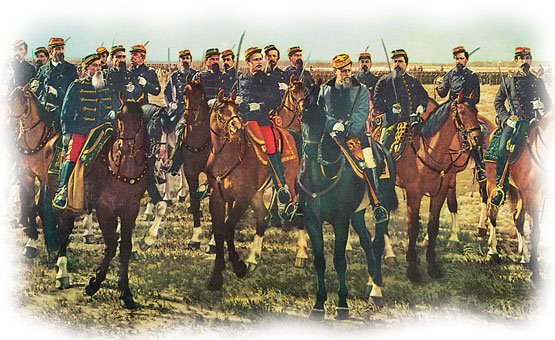
Julio Argentino Roca y Conrado Villegas en la Campaña del Desierto.

El 5 de octubre de 1878, durante la presidencia de Nicolás Avellaneda, fue sancionada la nueva "Ley de distribución de la tierra" que destinaba 1 700 000 $m/c para el cumplimiento de la anterior formulada en la presidencia de Mitre —la llamada "Ley de ocupación de la tierra", del 13 de agosto de 1867, que ordenaba llevar la frontera interna controlada efectivamente por el Estado argentino con los aborígenes, hasta los ríos Negro, Neuquén y Agrio— si bien en 1869 se había logrado dominar aunque sea como protectorado de la Patagonia oriental que lideraba el cacique mayor Casimiro Biguá, excepto en el Comahue, y quien había sido nombrado protector de los territorios nacionales, además de haber jurado la soberanía argentina.

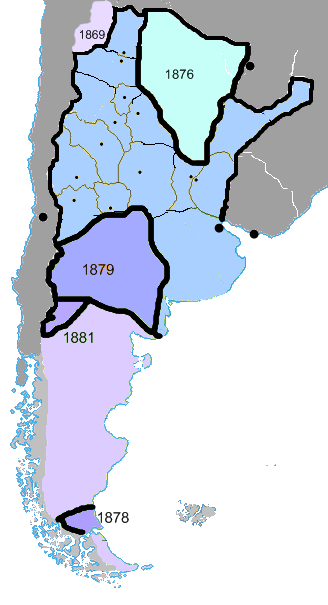
En azul-celeste: La República Argentina con sus provincias con, en color celeste, el territorio efectivamente controlado antes de 1869, además de los siguientes territorios nominales de dominación gradual y luego efectiva. En lila, parte inferior: territorio de Biguá de soberanía argentina efectiva desde 1869 por tratado con los tehuelches. En violeta, parte inferior: territorio de Papón, litigio resuelto con Chile en 1878. En azul-violáceo: pampas y Comahue dominado por fuerzas militares en 1879. En violeta, parte superior: protectorado argentino del «País de las Manzanas» de Sayhueque, ocupado militarmente en 1881. En lila, parte superior: La Puna de Atacama con San Pedro anexada por Bolivia desde 1826 hasta 1879 en que la ocupó Chile hasta 1884, luego desde 1887-1893 y por último desde 1896-1899. En verde: dominación gradual de la región del Chaco. En el sur, en lila pero sin figurar: la cuenca inferior del río Santa Cruz, el territorio meridional del curso inferior del río Negro, la isla de los Estados y el territorio de la bahía de San Gregorio en el estrecho de Magallanes, al igual que el valle inferior del río Chubut y la zona del golfo Nuevo ya eran efectivos en 1865. Las islas Malvinas tras ser pobladas por argentinos y formar una Comandancia Militar de las Islas Malvinas fueron usurpadas por el Reino Unido en 1833 y brévemente recuperadas en 1982.

Al comenzar la segunda campaña de la denominada “Conquista del Desierto” del general Julio A. Roca y del entonces coronel Conrado Excelso Villegas, el objetivo principal de dominación efectiva era que estas tierras pasaran a ser administradas de hecho por la Nación Argentina y que cesaran los malones que tantas pérdidas económicas le causaban, siéndole adjudicada estas en forma nominal durante la época colonial y también de alejar los intereses internacionales por las mismas, como ser países limítrofes y potencias coloniales, que las consideraban erróneamente como res nullius, como hacían figurar en algunos mapas, o mejor dicho "terra nullius".
Al quedar establecido el límite norte de la Patagonia oriental —incluyendo el actual territorio pampeano— con las demás provincias, la gobernación de la Patagonia fue creada por la otra ley N.º 954, del 11 de octubre de 1878. Su territorio se extendía desde el límite fijado por la ley N.º 947 hasta el cabo de Hornos. Su capital fue Mercedes de Patagones (hoy Viedma) y el 21 de octubre fue designado su primer gobernador, el coronel Álvaro Barros quien procedería a su inauguración oficial el 2 de febrero de 1879.
En este último año, durante la segunda campaña al Desierto, la 2.ª división al mando del coronel Nicolás Levalle que había partido del «Fuerte General Belgrano» en el oeste bonaerense (fundado en 1876 y siendo el actual Carhué), con 325 soldados y 125 indígenas aliados pertenecientes al cacique Tripailao, avanzanzó hacia Traru-Lauquen —en la actual provincia de La Pampa— para después enfrentarse a Manuel Namuncurá quien lograría huir, por lo cual, el coronel Levalle fundó un poco hacia el este de aquel paraje, el «Fuerte Huitrú» —también llamado «Quetren Huitrú» o «Campamento Militar Huitrú»— entre el 19 y 22 de mayo de 1879 (que daría origen dos años después a la localidad de General Acha).
La 3.ª división del coronel Eduardo Racedo que había partido el 10 de abril del mismo año del Fuerte Sarmiento Nuevo, en la orilla meridional del río Quinto (fundado en 1876 luego de trasladarlo desde el fortín homónimo abandonado, ambos en el sur cordobés), para unirse a la guarnición de Villa Mercedes de la frontera sur de San Luis y dirigirse hacia el sur con 1350 hombres, entre los que se contaban guerreros ranqueles de las tribus aliadas comandadas por los caciques Cuyapán y Simón.
Esta división perseguiría al cacique Baigorrita aunque no lograra capturarlo pero sí tomó quinientos prisioneros ranqueles, y más tarde fundaría el «Fortín Resina» —también llamado «Puesto Laguna», «Paraje Echohué» o «Campamento Militar Poitahué»— entre julio y agosto de 1879 y que aparentemente sería abandonado al año siguiente, aunque dos años después fuese fundada una villa en el lugar.
Lo mismo hizo la 5.ª división del coronel Hilario Lagos que salía de Trenque Lauquen (también fundado en 1876) y erigió el «Fortín Toay» en Luan Lauquen (cerca de la actual localidad pampeana de Toay). El objetivo de estas tres divisiones militares era atacar a las tribus ranqueles rebeldes de las pampas, cuya finalidad se habría cumplido en junio del citado año, incorporando esta región pampeana efectivamente a la República Argentina.

### Tratado de límites con Chile, rebelión de Sayhueque y fundación de urbes pampeanas
El 23 de julio de 1881, se firmó el Tratado de Límites entre Argentina y Chile que aseguraba la posesión argentina de los territorios orientales de la cordillera de los Andes y a finales del citado año se procedió a la incorporación definitiva del Comahue y del «País de las Manzanas», aunque el cacique Sayhueque ya despojado de sus dominios que a modo de protectorado argentino mantuviera hasta ese momento, siguiera resistiendo en territorio actualmente neuquino y que luego continuaría hacia el sur, en los valles del río Chubut.
En 1882 a partir del abandonado fortín Resina antes citado, en plena región de los montes de El Cuero, surgió la primera localidad de “blancos” a la que llamaron Victorica, fundada oficialmente el 12 de febrero por el coronel Ernesto Rodríguez. El 12 de agosto del mismo año surgiría en lugar del abandonado fortín Huitrú la localidad de General Acha.
Finalmente Sayhueque, Inacayal y Foyel, y sus tres mil aborígenes, fueron vencidos en la batalla de Pulmarí del 18 de octubre de 1884 por el nuevo gobernador de la Patagonia, el general Lorenzo Vintter.
En el mismo siglo se fundaría en la actual región pampeana, el 16 de marzo de 1888, al pueblo de Bernasconi y cuatro años después a la futura capital provincial, llamada Santa Rosa, el 22 de abril de 1892, seguida por el pueblo de Toay el 9 de julio de 1894, los dos pueblos creados en 1896, como ser Quehué el 7 de noviembre y el de Intendente Alvear el 26 del mismo mes, además de Parera el 21 de julio de 1898 y por último, Algarrobo del Águila el 5 de febrero de 1899.

### Territorio Nacional de La Pampa

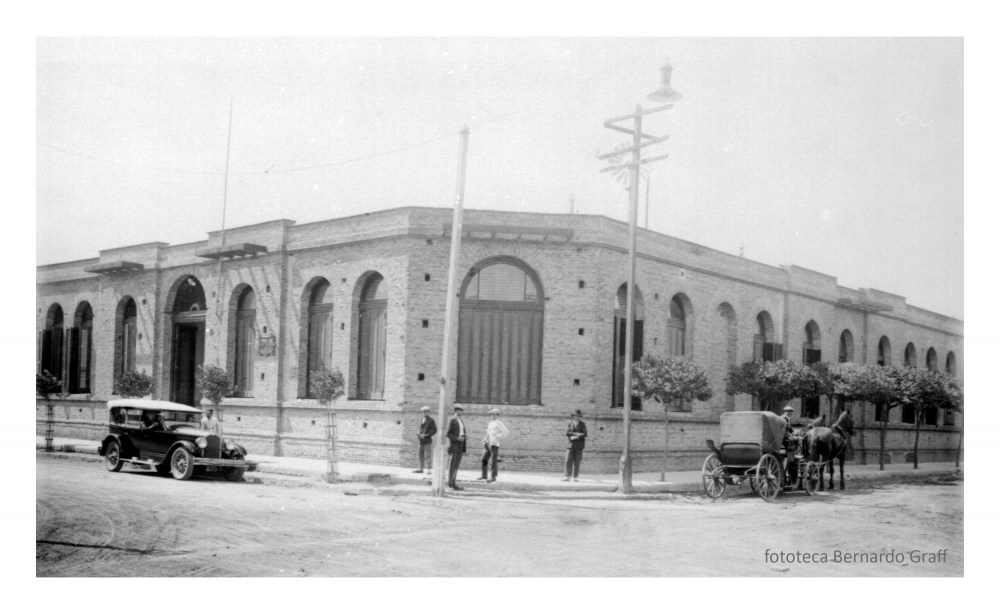
Antigua Casa de Gobierno.

Por la ley N.º 1.265 del 24 de octubre de 1882 se dispuso la enajenación de tierras de propiedad de la Nación, y a esos efectos se dividió la «Gobernación de la Patagonia» en dos sectores separados por los ríos Agrio, Neuquén y Negro, denominados: territorios de la Pampa —o de la Pampa Central— y territorios de la Patagonia, sin que se alterara su gobierno. El primero incluía la actual provincia de La Pampa y sectores hoy pertenecientes a las provincias de Río Negro, Mendoza, San Luis, Córdoba, Neuquén y Buenos Aires. Se dividió el territorio pampeano en veintiséis secciones de 100 lotes de 10 000 hectáreas cada uno y se ofrecieron a la venta en pública subasta.
Por la ley N.º 1532 del 16 de octubre de 1884, se crearon los Territorios Nacionales dividiendo la «Gobernación de la Patagonia», surgiendo entre ellos el «Territorio Nacional de La Pampa» que pasó a tener como límites los siguientes: por el Norte el paralelo 36° que divide el territorio nacional del de las provincias de Mendoza y San Luis y el paralelo 35° que la divide del de la de Córdoba. Por el Este, el meridiano 5° de Buenos Aires (es decir, el meridiano 63°23′ al oeste de Greenwich), que divide con esta provincia. Por el Oeste el meridiano 10° de Buenos Aires que divide con Mendoza, hasta tocar el río Colorado y por el Sur el curso del río Colorado. Los territorios entre los paralelos 35° S y 36° S que actualmente pertenecen a las provincias de Mendoza (desde el río Desaguadero al meridiano X Oeste de Buenos Aires) y de San Luis, pasaron a estas provincias.
En 1882 se realizaron las primeras fundaciones anteriormente citadas. Su primer gobernador —designado por el Poder Ejecutivo Nacional— fue el general Juan Ayala (de 1884 a 1891).
Por la ley N.º 5.217, del 28 de septiembre de 1907, se dejaron inamovibles los límites trazados en 1881 y 1882 en los meridianos V y X Oeste de Buenos Aires, los cuales habían sido erróneamente demarcados en el terreno y además se había perdido a qué lugar de Buenos Aires correspondía el meridiano "0". De esta forma, 200 000 hectáreas quedaron definitivamente separadas del territorio de La Pampa, siendo reconocidas de jure por esta ley a las provincias de Mendoza y Buenos Aires.
La primera capital había sido General Acha pero a partir del 29 de marzo de 1900, la capital pasó a ser Santa Rosa de Toay, al disponer el Poder Ejecutivo Nacional el cumplimiento de un decreto del presidente Miguel Juárez Celman de 1889. El gobernador José Luro concretó la medida el 11 de abril y a partir de 1917 se suprimió "de Toay", por lo cual, desde entonces se la conoce solo por Santa Rosa, quedando el nombre de Toay para el pago y para una localidad vecina ubicada a 10 kilómetros de la misma.
Por decreto del 20 de octubre de 1915, a 21 de los 22 departamentos del territorio, que se hallaban numerados, se les dio nombres indígenas.

### Provincia Eva Perón

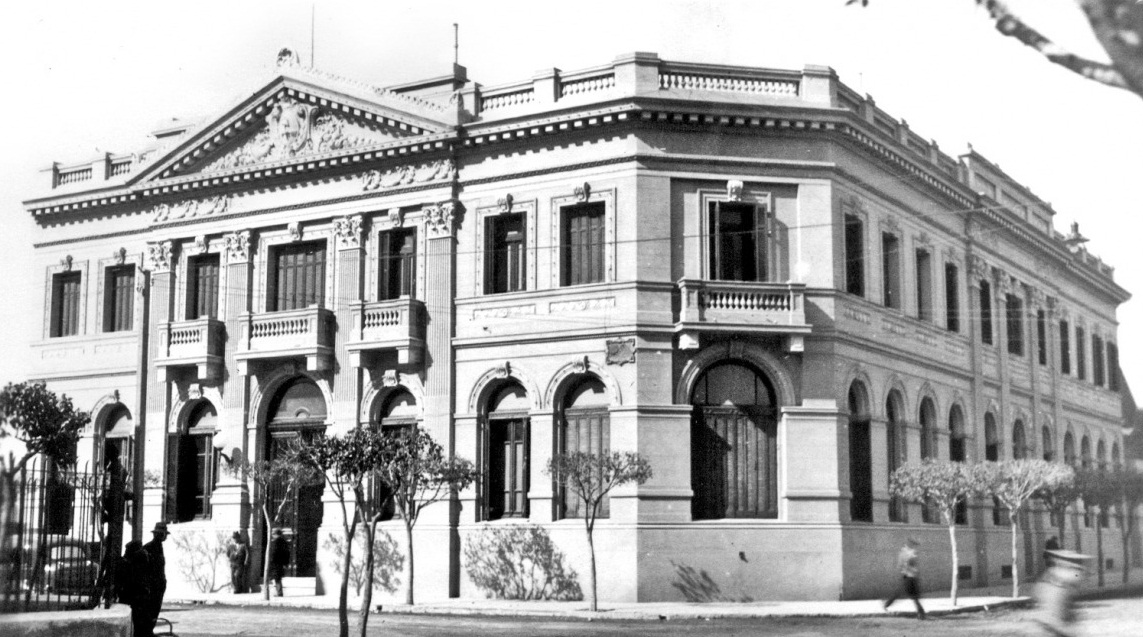
Casa de Gobierno de La Pampa 1916-1963.

El Congreso de la Nación dispuso por ley 14307 del 8 de agosto de 1951 crear una nueva provincia que tuviera jurisdicción en lo que hasta ese momento había sido el territorio nacional de La Pampa. La misma se constituyó en 1952, mediante una asamblea constituyente democráticamente electa, que sesionó entre el 17 y el 21 de diciembre de 1951, sancionando la constitución provincial y eligiendo el nombre que habría de designar a la provincia: «Eva Perón».
La nueva constitución provincial introdujo como novedad en el sistema político argentino la prohibición de reconocer organizaciones «que sienten principios opuestos a la libertades individuales», «o atentatorias al sistema democrático», así como la organización de milicias parapoliciales o paramilitares (art. 7).
En septiembre de 1955, el dictador Eduardo Lonardi, cuando aún se encontraba en Córdoba y antes de asumir el cargo, dispuso anular el nombre elegido por la asamblea constituyente para la provincia, y estableció que se la debía designar con el nombre que le había impuesto el presidente Julio Argentino Roca en 1884, al incorporarla como territorio nacional.
El 27 de abril de 1956 el dictador Pedro Eugenio Aramburu dictó una proclama anulando la constitución nacional vigente y las constituciones provinciales, incluyendo la pampeana. De este modo la provincia de La Pampa quedó sin constitución. En 1957 la dictadura convocó a elegir una asamblea constituyente provincial, pero con la prohibición legal de que el partido peronista se presentara en las elecciones; debido al retiro de los convencionales de la Unión Cívica Radical Intransigente, la asamblea quedó sin quorum y no pudo sesionar.
En diciembre de 1959 el presidente Arturo Frondizi convocó a elecciones para elegir una asamblea constituyente provincial, prohibiendo la presentación en las elecciones del Partido Justicialista. El resultado fue la sanción de la Constitución pampeana de 1960, cuya legitimidad estuvo en discusión, debido a que no fue sancionada democráticamente.

### Provincia de La Pampa
El gobierno provisional, designado por la dictadura autodenominada Revolución Libertadora dicta la Proclama del 27 de abril de 1956 donde se declara vigente la Constitución Nacional sancionada en 1853, dejando sin efecto la constitución de 1949 y por el artículo 4 de la misma deja sin efecto las constituciones sancionadas para las provincias de La Pampa, Chaco y Misiones.
En el orden provincial, el interventor federal Garmendia derogó el decreto provincial N.º 2085/54 y se vuelve a la anterior denominación geo-política de La Pampa, manteniendo su rango de Provincia. 
En el mes de diciembre de 1959, mediante Decreto Ley n.º 2458/59, se convocó al electorado pampeano a fin de elegir autoridades. El 6 de octubre de 1960, se sancionó la Constitución de 1960, rigiendo a partir de la 0 hora del 7 de octubre de 1960.
En 1991, resultó elegido Rubén Marín (gobernador provincial en los períodos 1991-1995, 1995-1999, 1999-2003). En año 1994, se reformó la constitución de 1960, a través de la ley 1523, que desplazó la constitución sancionada en el año 1960. En el año 1998, mediante ley n.º 1812, es reformada a constitución provincial en forma parcial nuevamente. El 26 de junio de 1996, en Santa Rosa, se firmó el tratado de la Región de la Patagonia, que promovería la promoción del desarrollo económico, social y político en la región.
En 2003, fue elegido Carlos Verna, quien ejerciera luego como senador nacional por esta provincia.
En 2007, resultó elegido como gobernador Oscar Mario Jorge, siendo reelecto en 2011. Lo sucedió en el cargo el propio Verna, su antecesor, quien asumió el 10 de diciembre de 2015.
En 2019, fue elegido gobernador Sergio Ziliotto, por el Partido Justicialista.

## Geografía

### Relieve

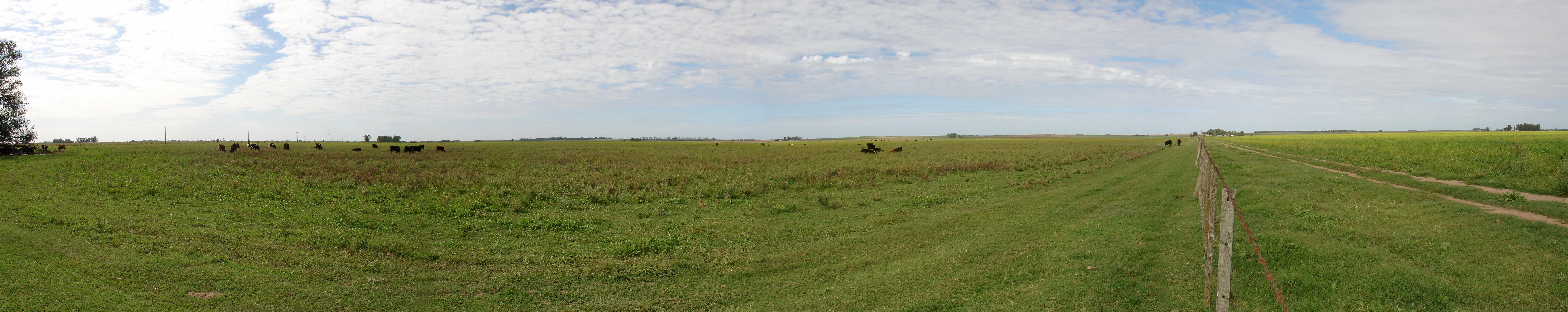
La extensa Llanura Pampeana, al este de la provincia.

Como su nombre lo indica, gran parte del territorio de la provincia forma parte de la extensa llanura pampeana, sin embargo, existen importantes variaciones de relieve. El oeste pampeano constituye una zona de transición hacia la región cuyana y del Comahue mientras va ganando altura hasta alcanzar una altitud promedio de 600 m s. n. m., con cumbres de más de 1100 m s. n. m., con el cerro Negro (1125 m s. n. m.) y el cerro Aguas de Torres (aprox. 1000 m s. n. m.), ambos ubicados en el extremo noroeste de la provincia, como máximas altitudes.

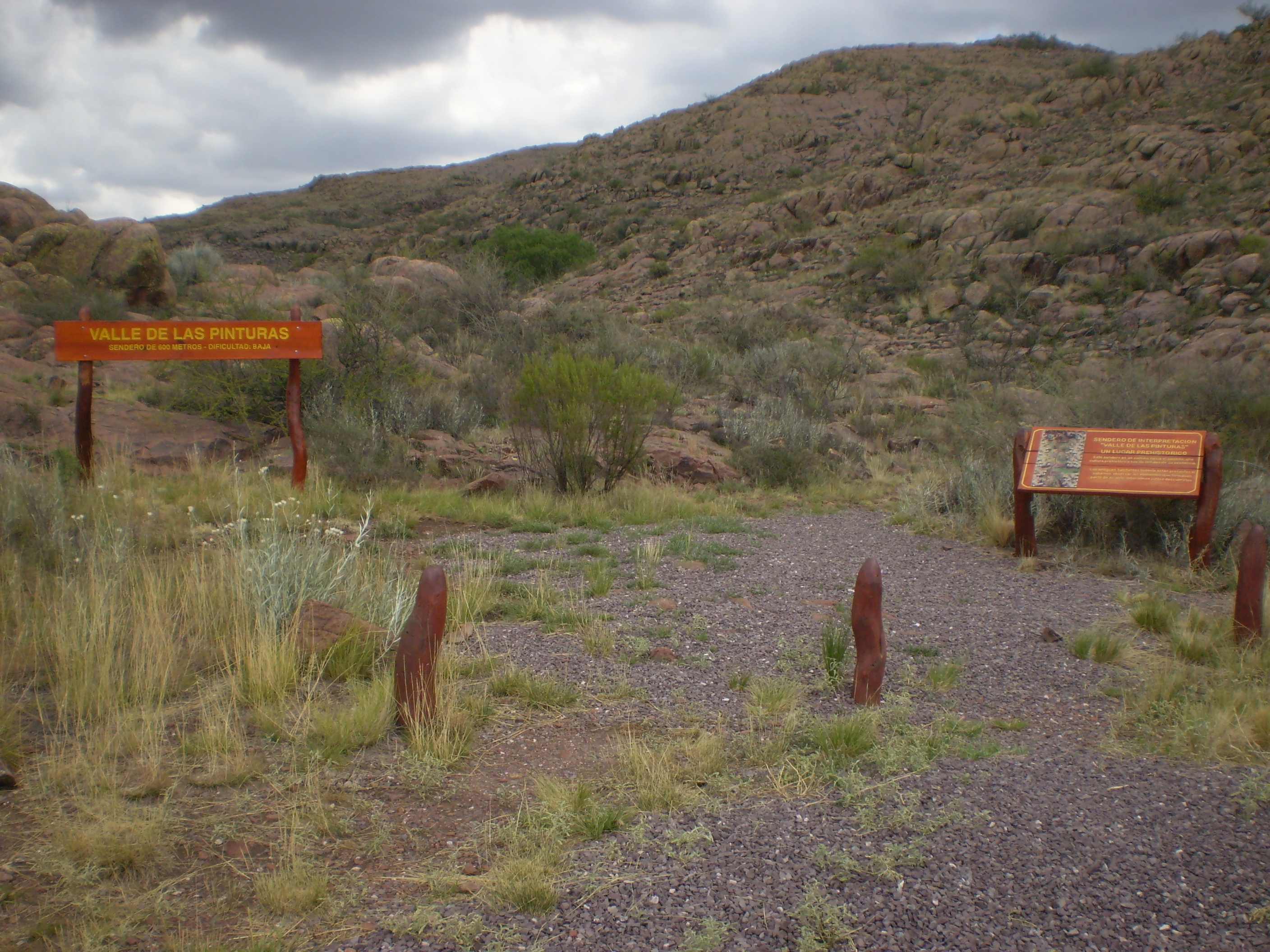
Valle de las pinturas, parque nacional Lihué Calel.

En el centro oeste se ubican las Sierras Mahuidas, antiguas montañas bajas muy erosionadas entre las que se destacan la sierra de Lihué Calel (ver: parque nacional Lihué Calel), las sierras de Carapacha Grande y Carapacha Chica, las Lomas de Olguín, las Sierras Chicas, las de Choique Mahuida y la de Pichi Mahuida. Entre todas estas sierras aisladas y una zona de valles poco profundos se extiende una zona amesetada de substrato volcánico (basáltico) generalmente recubierto de médanos fosilizados con una cubierta de tussok o de caldenal: la Planicie de la Loma Negra y la Planicie Loma Redonda, ambas están separadas por una apenas perceptible cumbreras que corre de oeste a este y que tiene por mayor altura al cerro del Chancho (392 m s. n. m.) ubicado casi en el exacto centro geográfico de la provincia. Al pie de las bardas de las mesetas basálticas surgen manantiales de agua dulce como los de Agua Rica, La Copelina y Puelén.

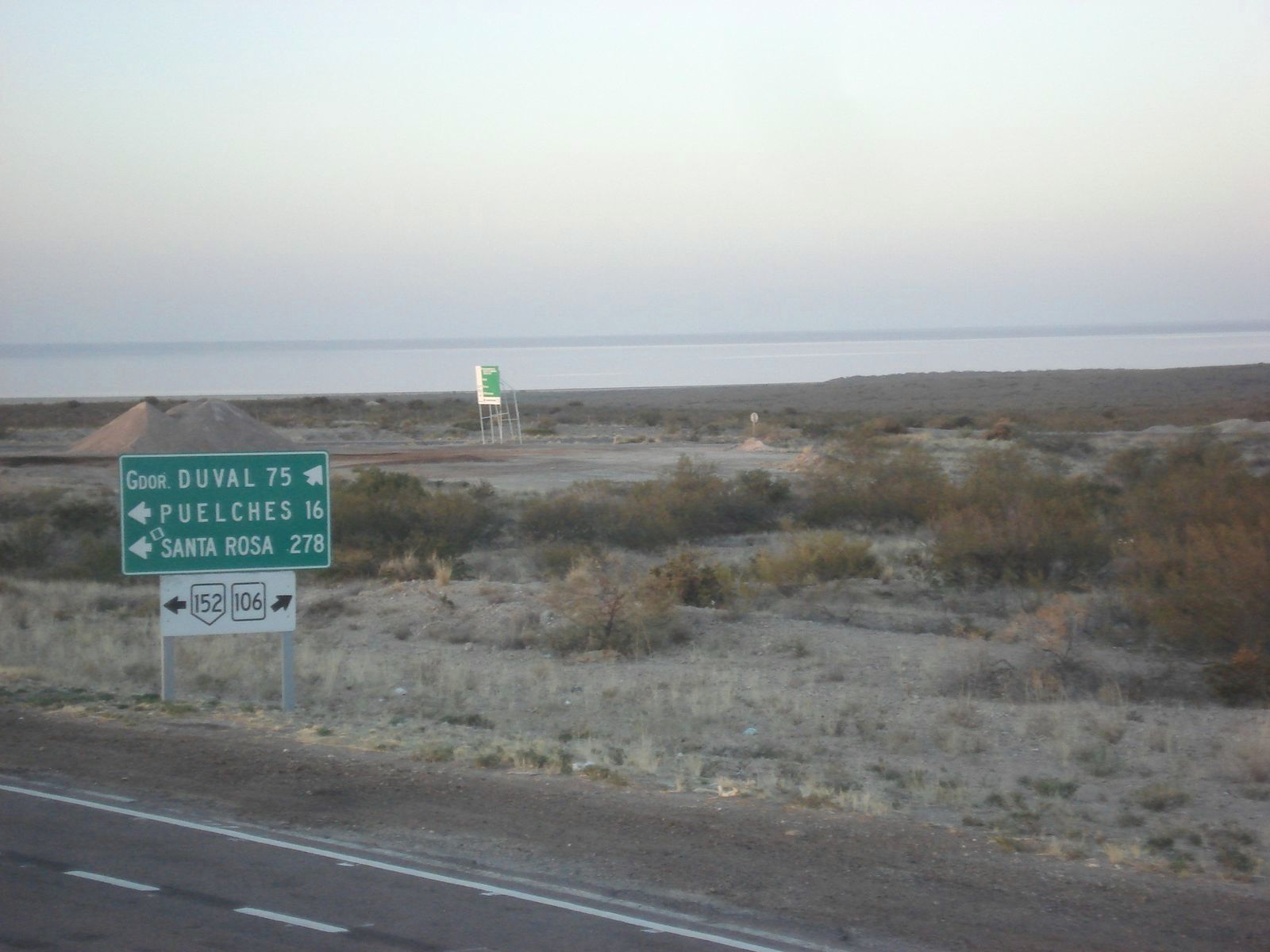
Laguna Urre Lauquen, Puelches.

La parte más llana es la inmediata a las provincias de Córdoba y Buenos Aires, con una zona de hundimiento anegadiza con humedales alimentados por los desbordes del río Quinto, la región centro-oriental de la provincia presenta amplios valles con restos de paleocauces (antiguos ríos) que corren en declive de oeste a este, tales valles se abren en abanico a partir de la altiplanicie central con suaves bordes y declives desde el oeste hacia el este, entre los mismos se destacan de norte a sur el Bajo Lucero, el Valle Nerecó, Bajo del Tigre, Valle de Chapalcó (o Malal Huaca), Valle de Quehué, Valle Daza, Valle Utracán, Valle Acha, Valle Maracó Chico, Valle Maracó Grande, Valle Hucal, Valle de la Laguna Blanca Grande y el Bajo Las Cuatro Lagunas.
El centro oeste de la provincia está atravesado por una depresión diagonal originada en una falla tectónica recorrida por el río Chadileuvú-Curacó, y una serie de humedales llamados Bañados del Atuel en el norte, y en el sur las lagunas de Urre Lauquen, Dulce y Amarga y las salinas o salares, restos de antiguas lagunas secas.
Finalmente, al oeste de la depresión del río Chadileuvú-Curacó el terreno vuelve a elevarse con la presencia de la sierra del Fresco y la sierra del ya señalado cerro Negro, por contrapartida en el sur y sureste de la provincia existen depresiones paralelas al río Colorado, típicas del relieve patagónico como el Bajo del Milico, El Bajo de la Escalera y el bajo de Choique Malal, algunas con cotas de hasta 50 metros bajo el nivel del mar.

### Clima

Tipos climáticos de la provincia de La Pampa según la clasificación Köppen-Geiger

El clima en la provincia es templado húmedo hacia el este y templado seco al oeste. Las precipitaciones superan los 1000 mm anuales en el noreste, lo que posibilita la agricultura por sus buenos suelos enriquecidos con humus y el asentamiento de las personas. Las Precipitaciones disminuyen hacia el oeste, decayendo hasta los 600 mm aproximadamente, en consecuencia la calidad de los suelos es baja, teniendo amplitudes térmicas pronunciadas (lo que es típico de climas continentales), lo que provoca poca densidad de población y la economía regional (poco desarrollada), se dirige hacia la cría intensiva, agricultura bajo riego y actividad minera.

### Recursos hídricos
La hidrografía es escasa aunque con muy importantes cursos. Está atravesada por el río Desaguadero (Argentina) (del Oeste) también denominado con su topónimo equivalente en mapudungun: Chadileuvú y su continuación el Curacó ("Agua de piedra"). Este curso de agua ha perdido gran parte de su caudal, ya que sus principales afluentes el Río Atuel y el Río Diamante son utilizados para el riego de los cultivos principalmente mendocinos. Hacia el sur, se encuentra el río Colorado.
También se hallan varias lagunas de tamaño pequeño, tal es el caso de la Laguna La Arocena, ubicada a 5 km del centro de la ciudad de General Pico, en el departamento Maracó, al norte de la provincia.

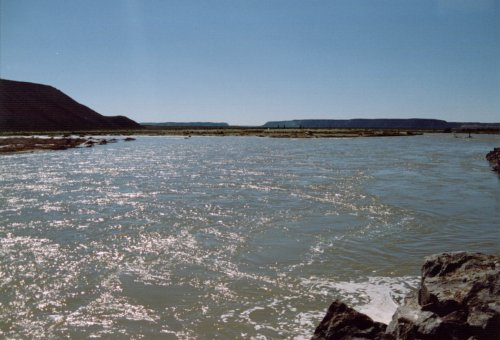
El río Colorado, al sur de la provincia (25 de Mayo).
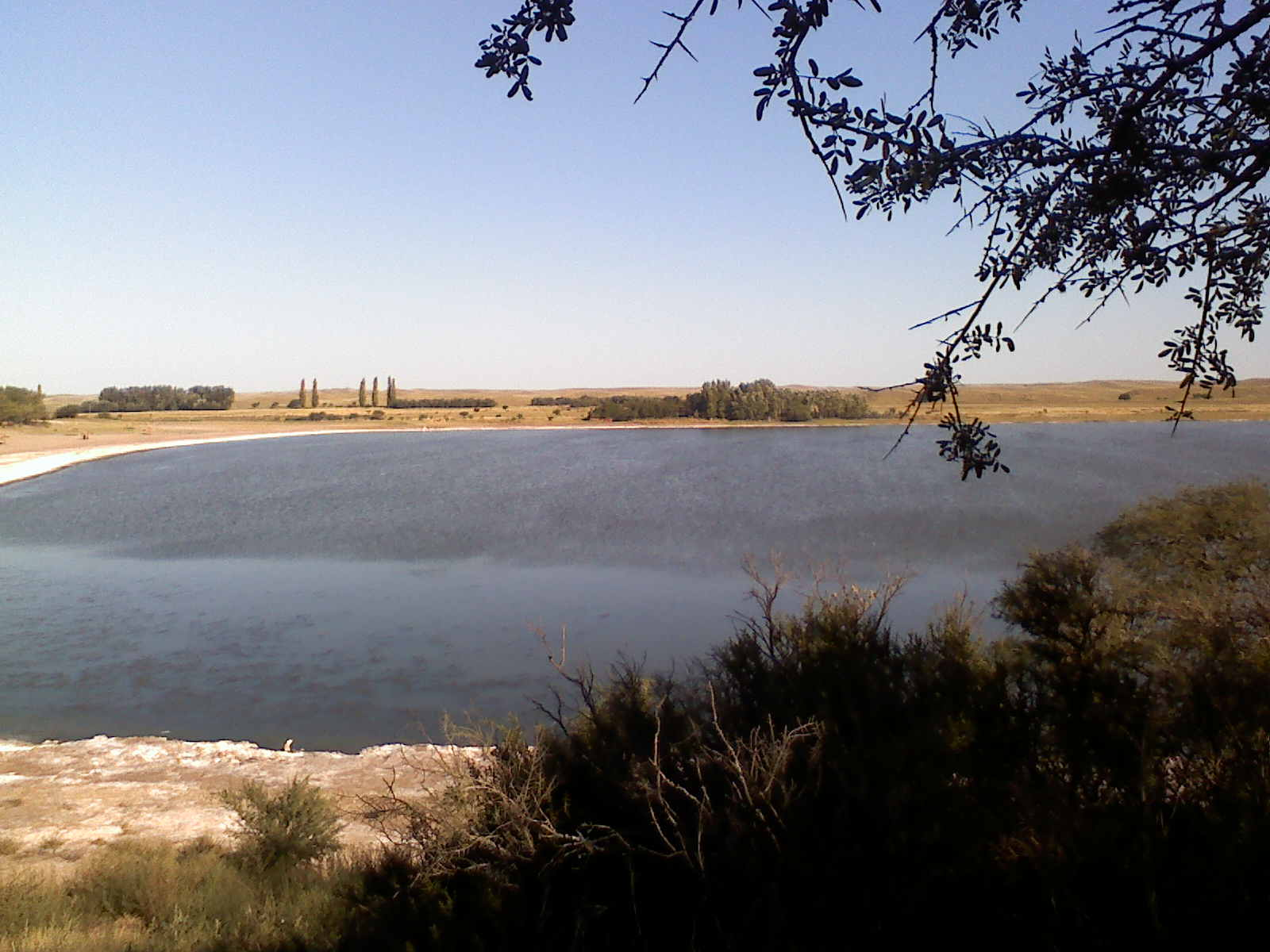
Laguna Utracán, en el centro de la provincia (General Acha).
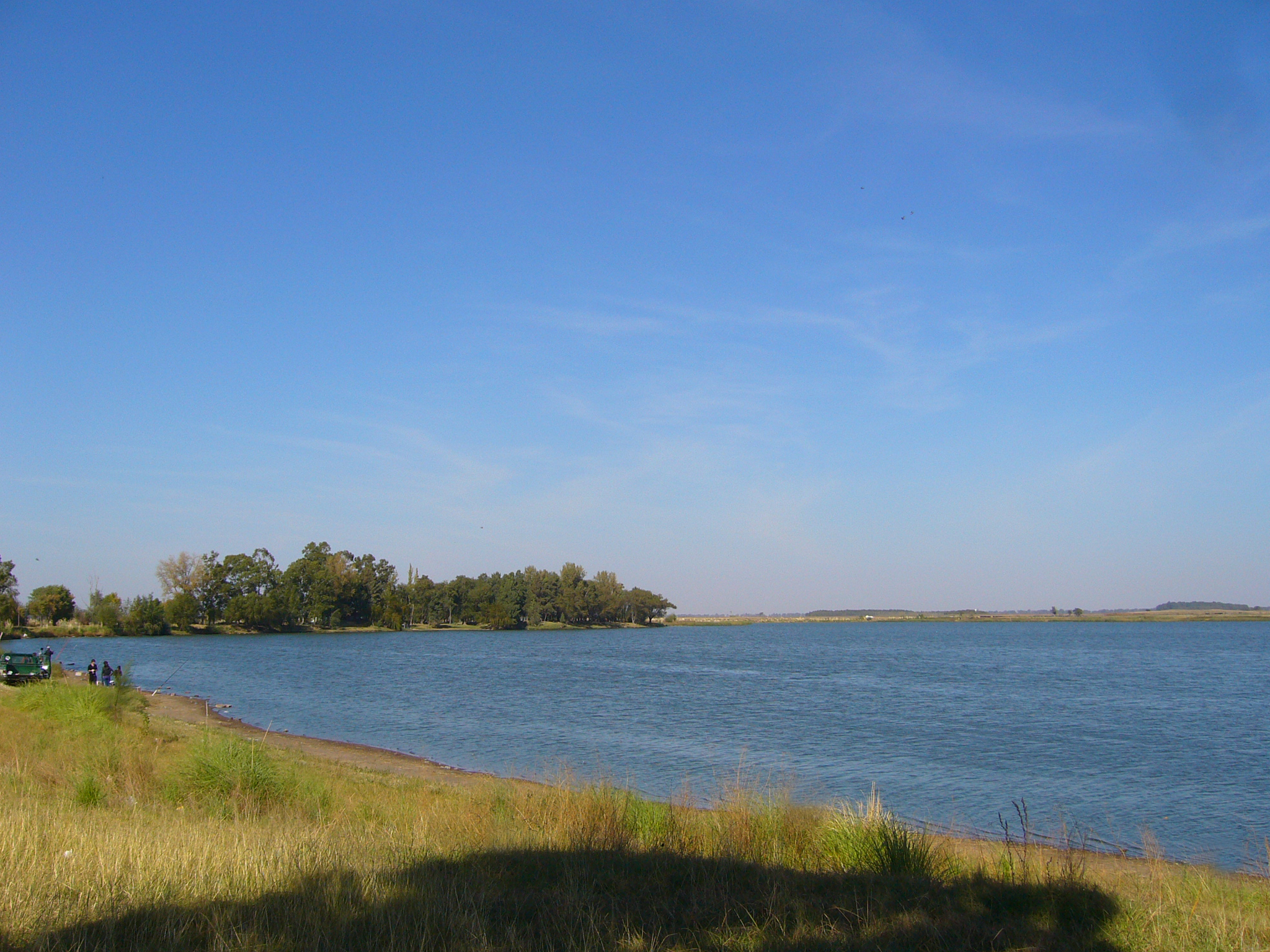
Laguna La Arocena, al este de la provincia (General Pico).

### Flora
Existen tres áreas principales en la provincia fitogeográfica. En su estado natural, la parte oriental de la provincia se cubrió los pastos en las zonas atravesadas por riachuelos podría transformarse en Humedales llamado aquí "Fachinal", donde se pueden observar cola de zorro o carrizos como principal arbusto. 

Hacia el centro de la provincia, formando una diagonal de noroeste a sureste, era una región de densos bosques de algarrobo negro, de chañar y sobre todo caldén, por lo que esta región es conocida como "El Caldenal".
Entre los arbustos, se destacan la presencia de piquillín (Condalia microphylla), un pequeño árbol con frutos comestibles que se encuentran asociados a los caldenes en los bosques de la provincia. 

Hacia el oeste del río Desaguadero-Chadileuvú- Curacó llamado localmente, el suelo carece de materia orgánica y humedad, por lo que presenta alto grado de salinización que ha creado un semi-desierto estepa de clima muy continental, con pasto puna, jarilla, Festuca Festuca gracillima, neneo y verbenas.

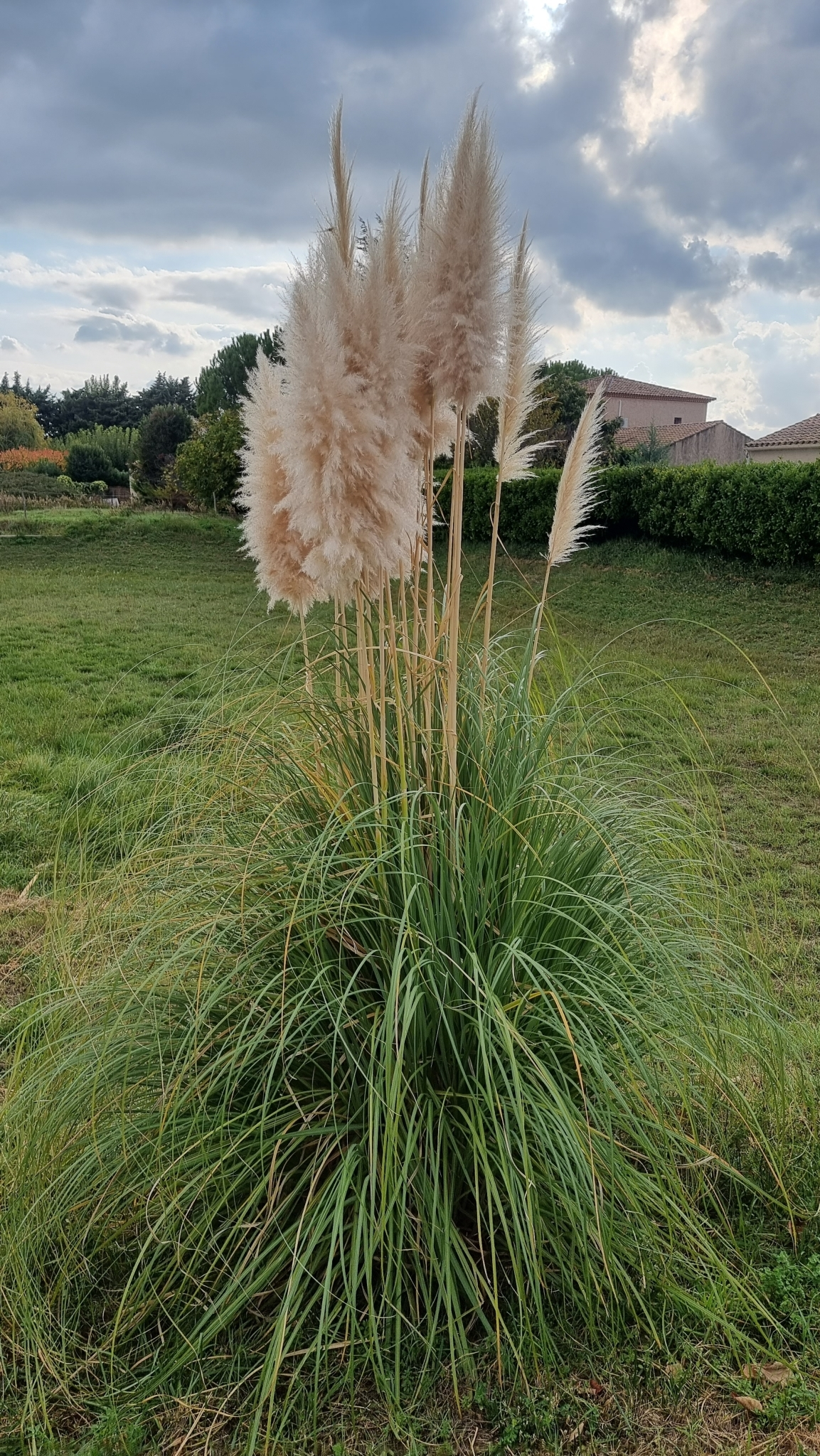
Cola de zorro o cortadera en ambiente pampeano
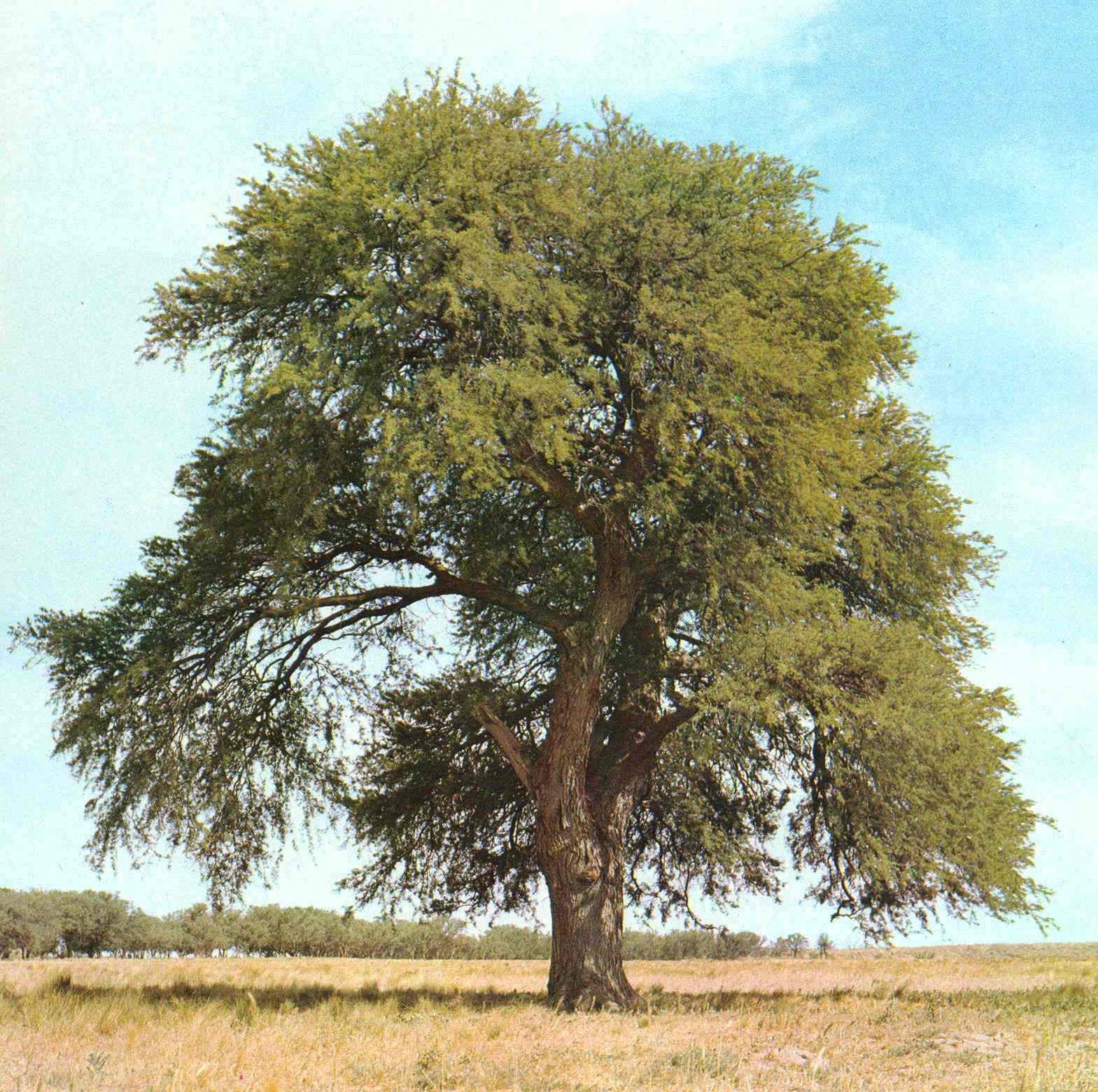
El caldén es el árbol característico de la provincia, y se encuentra en el centro de la provincia.
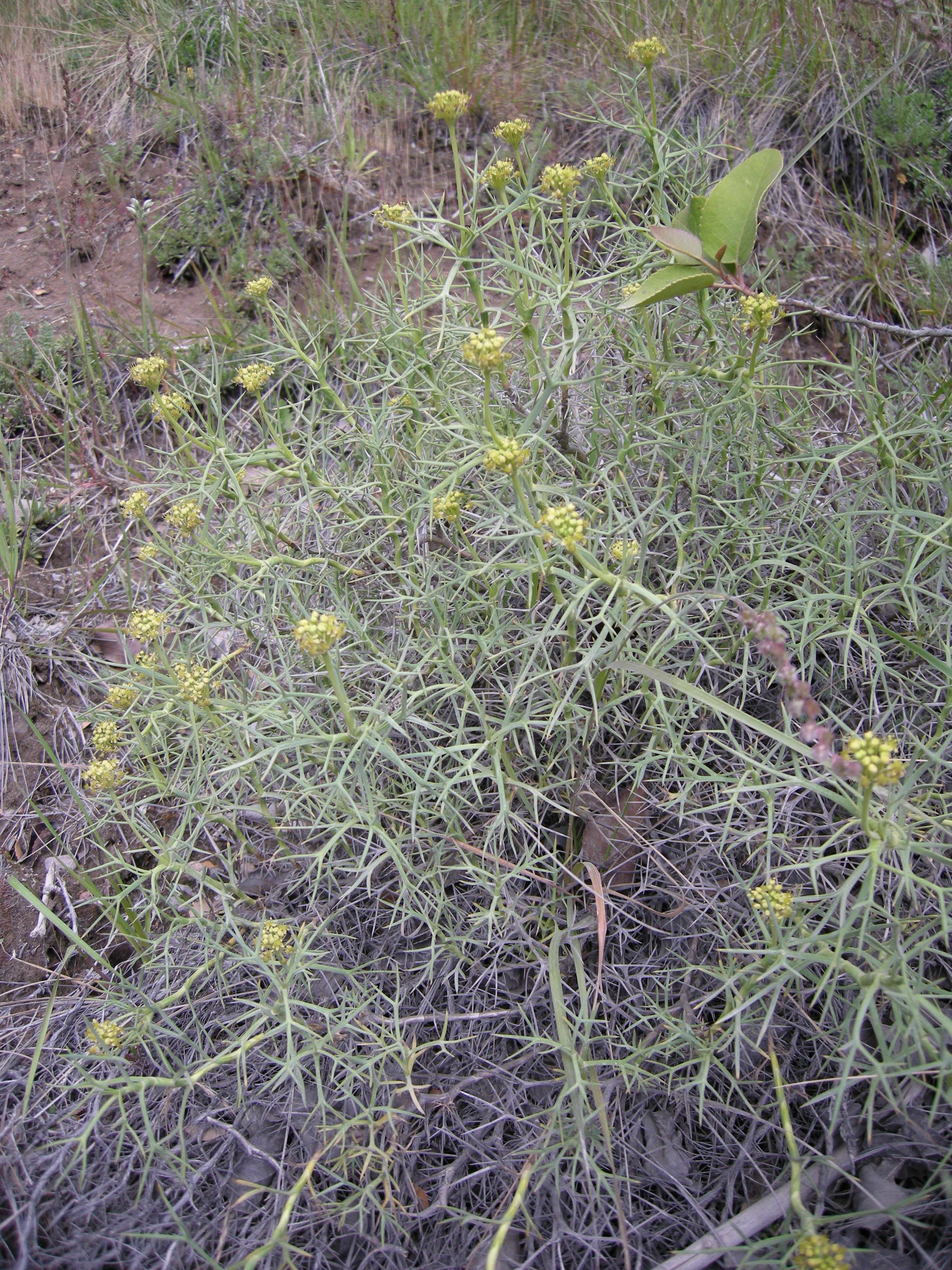
El Neneo forma parte del ecosistema del oeste de la provincia.

### Fauna
En la actualidad, la fauna nativa de mamíferos incluyen pumas, guanacos, zorros, maras o liebres patagónicas, armadillos, vizcachas. En la región es común la presencia de ñandúes
Entre los reptiles presentes, hay que destacar la boa constrictor llamado aquí lampalagua y tres especies de Bothrops formidables o "lanza" la yarará ñata (desaire Yarará), la yarará chica (pequeño Yarará) y gran yarará —esta última solo en el noreste de la provincia. También existen en todo el territorio, una serpiente coral Micrurus pyrrhocriptus que es venenosa. Entre los quelonios debemos mencionar la tortuga Geochelone chilensis.
Las aves rapaces son numerosas: chimangos, Caracara plancus o caranchos, jotes o buitres negros de vez en cuando también cóndores (esto especialmente en el oeste las tierras altas de la provincia).

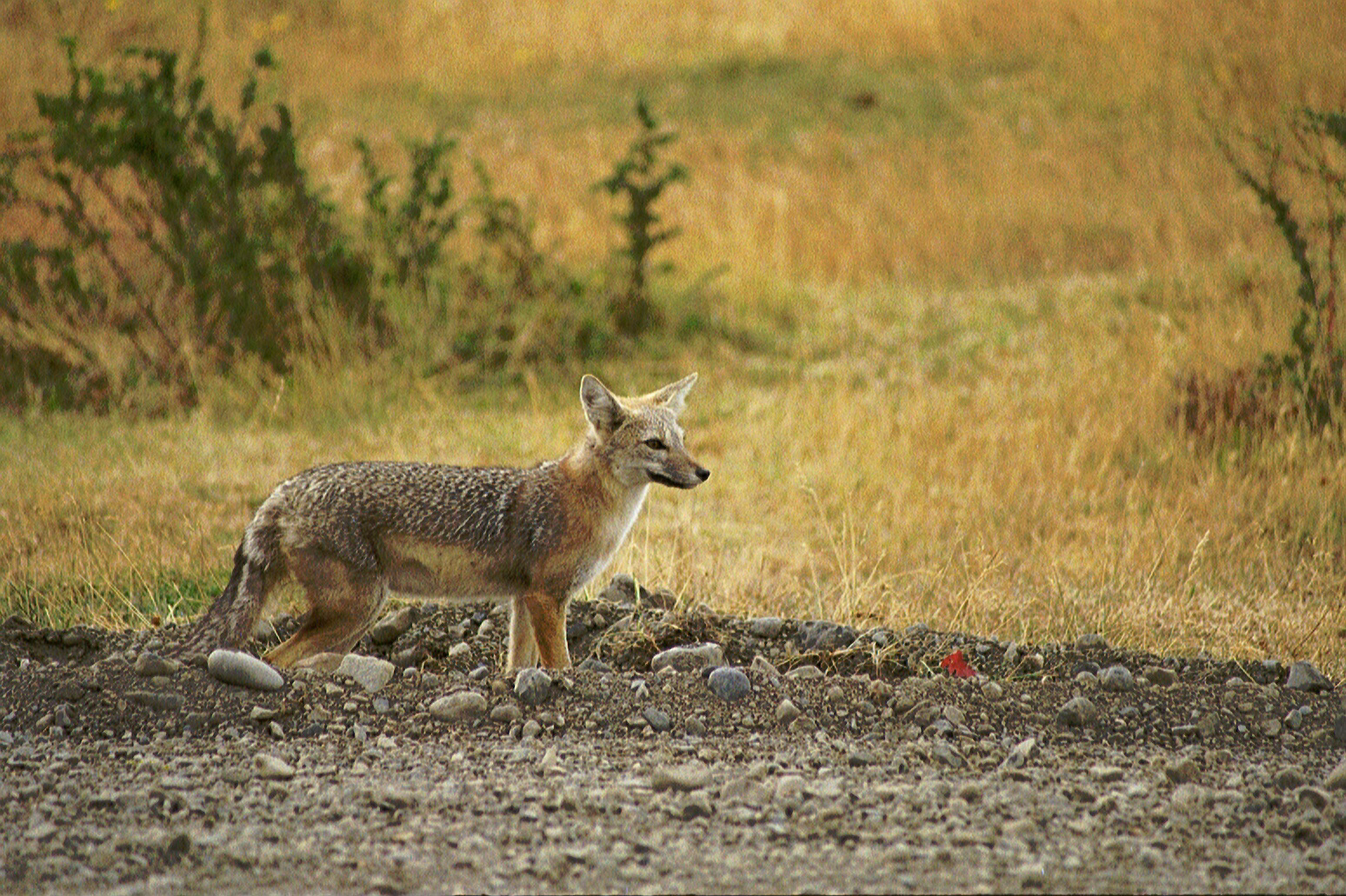
El zorro gris patagónico es una de las dos especies que conviven, la otra es la del zorro gris pampeano.
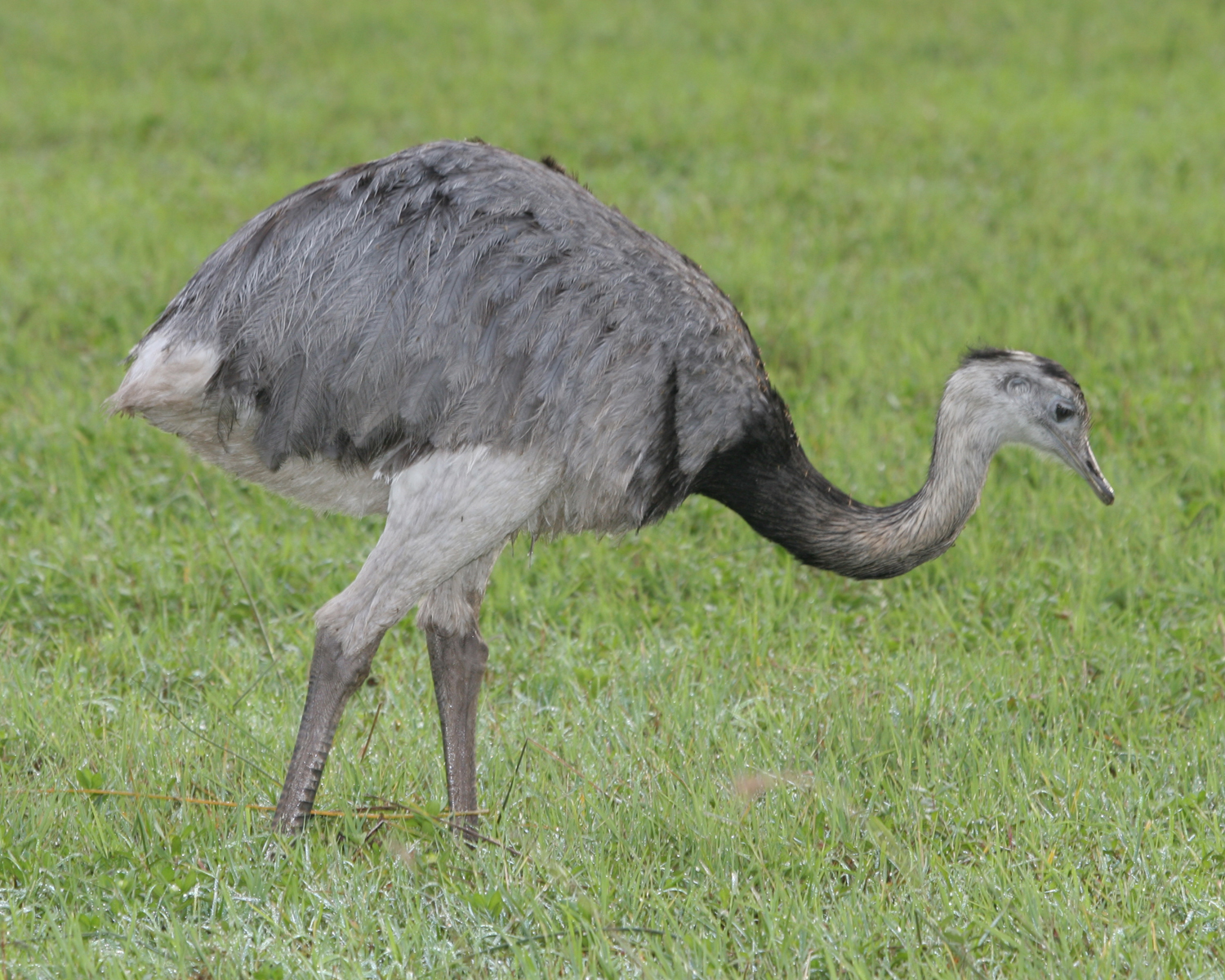
La región pampeana está muy poblada de ñandúes.
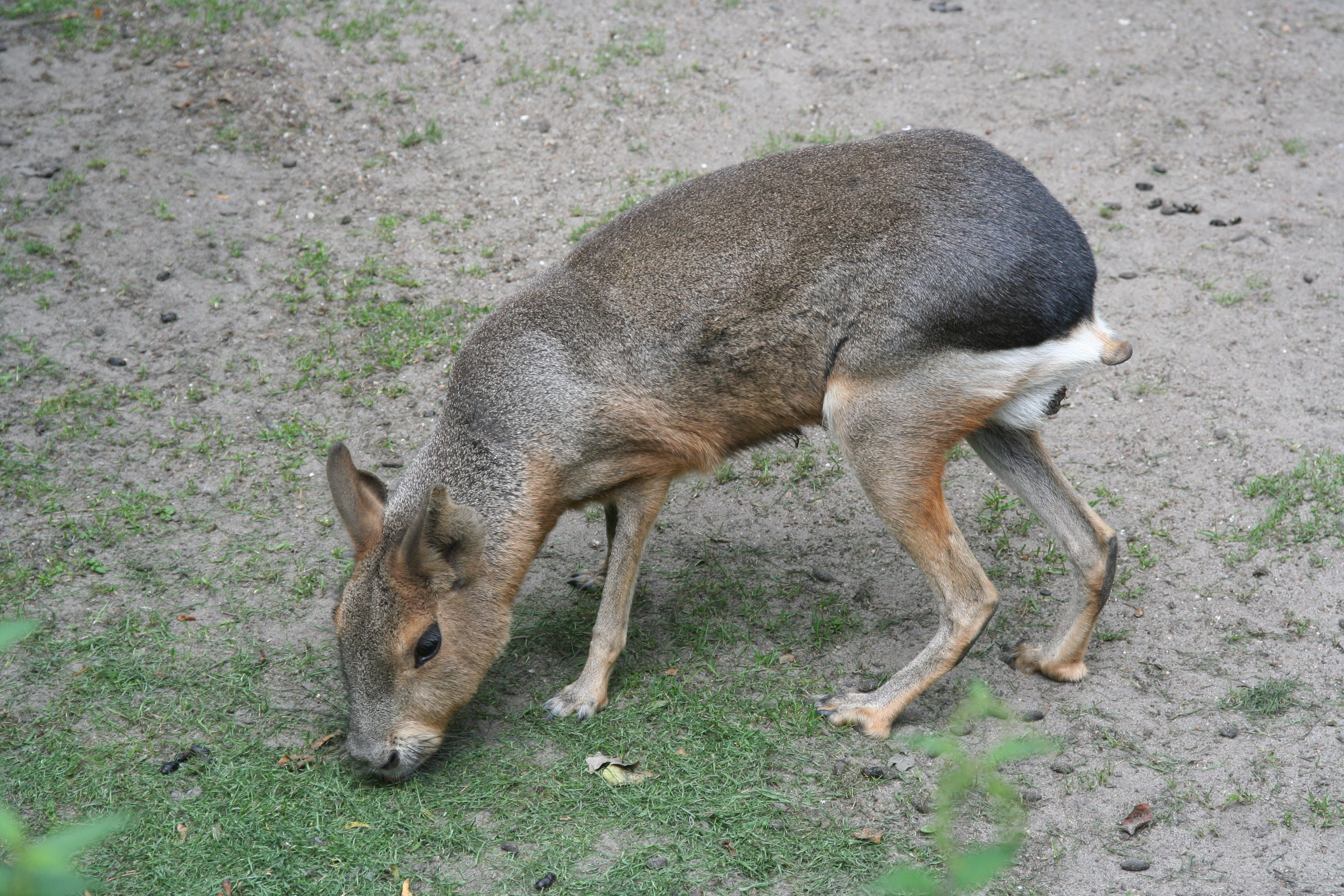
La mara es una liebre nativa que también se encuentra en la Patagonia.

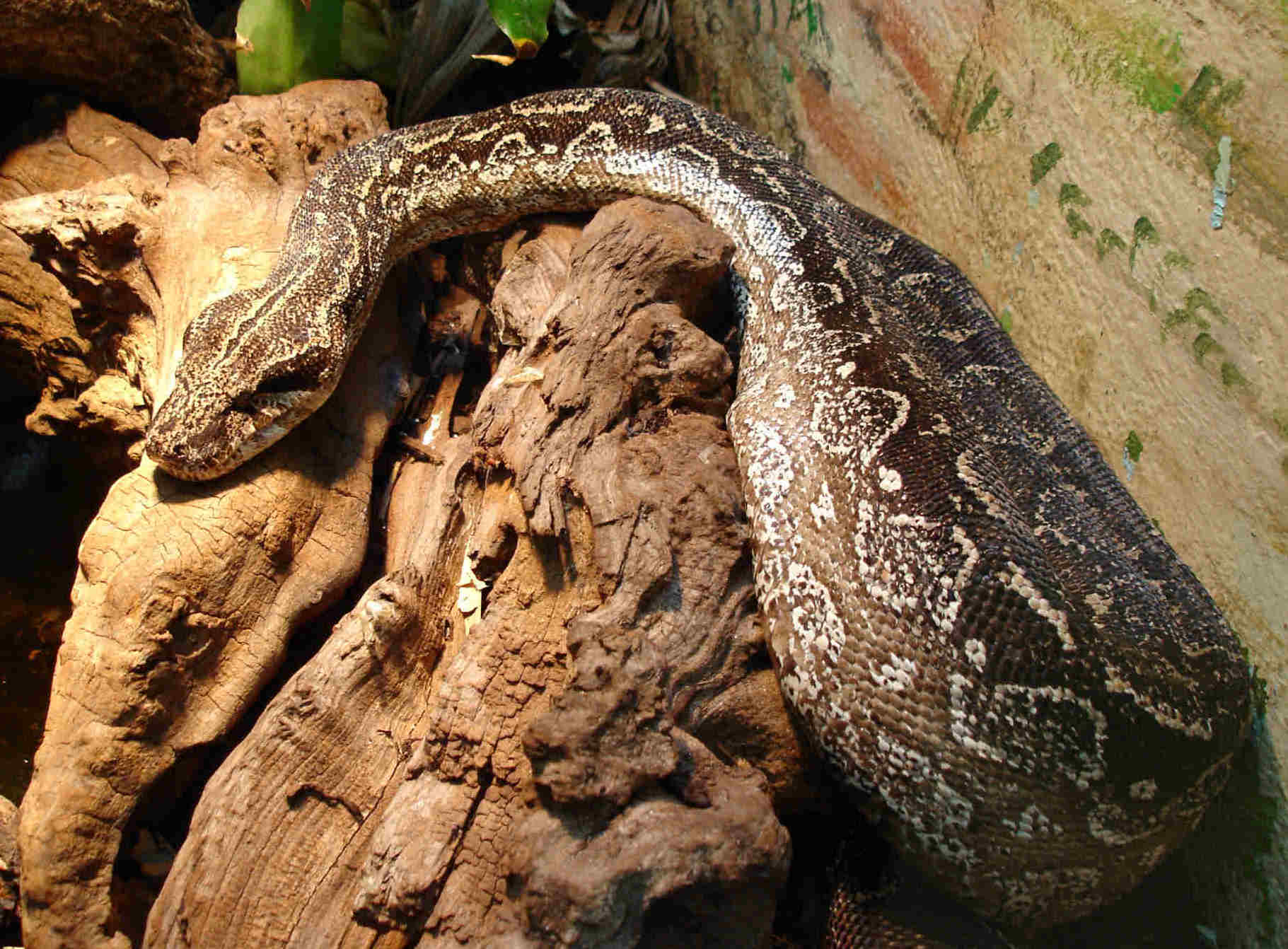
La boa constrictor se alimenta de roedores, aves e incluso mamíferos pequeños.
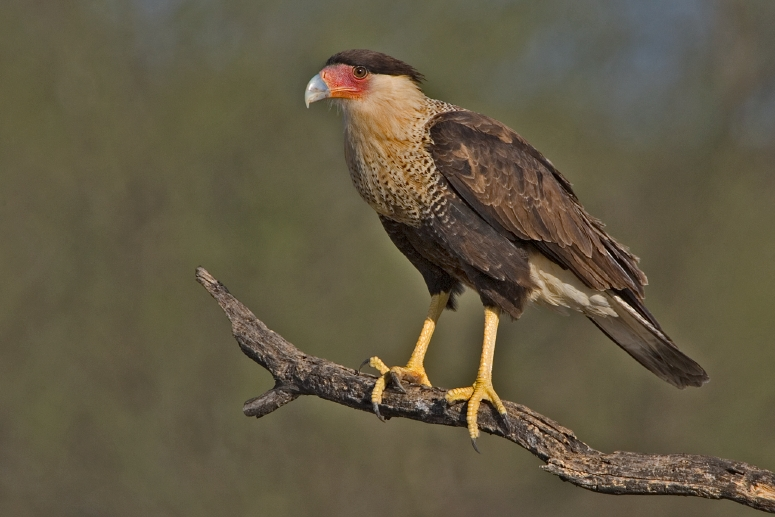
El caracara plancus es un ave rapaz carroñera, que muchas veces ataca a animales en peligro.
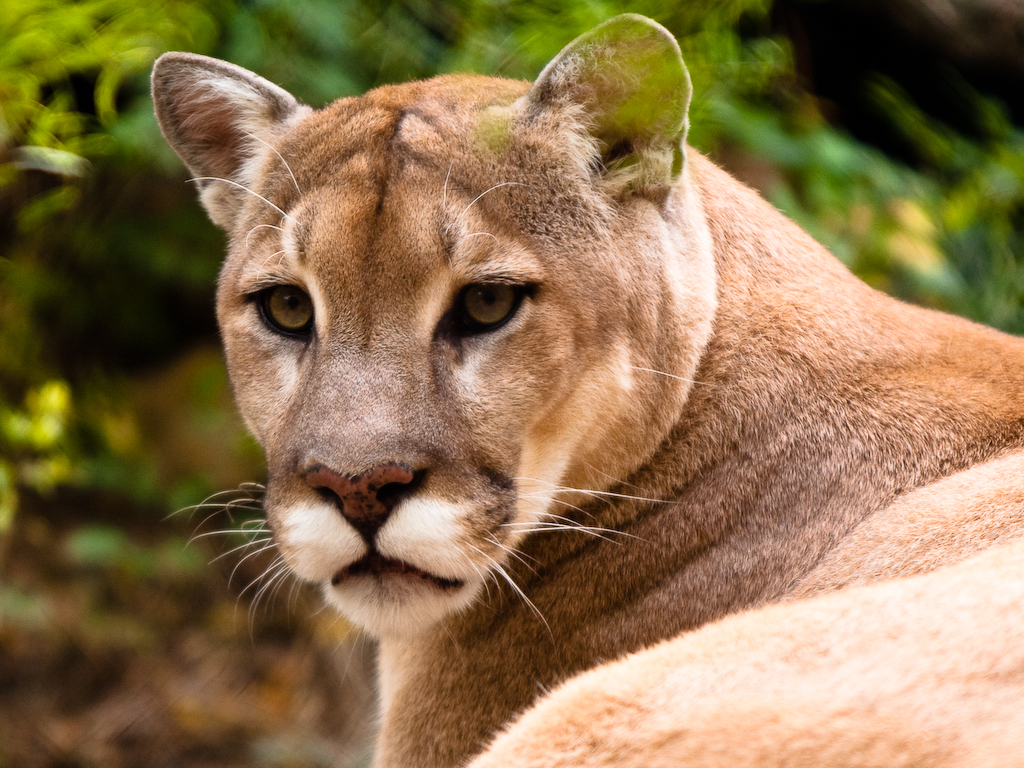
El puma es el mamífero autóctono de mayor tamaño.

La fauna de los Bañados del Río Atuel merece una atención especial. Esta vasta área de los humedales en el centro de la parte occidental de la provincia (la zona más árida), que alberga más de 200 especies de vertebrados. Recientemente en un inventario de vertebrados, llevados a cabo por la Universidad Nacional de La Pampa y el gobierno provincial, confirmó y cuantificó esta importante biodiversidad. Se identificó la presencia de lagarto colorido, el cisne de cuello negro, nueve especies de patos, bandurria, garza Blanca, Flamencos, piche, murciélagos, maras, guanacos, etc.

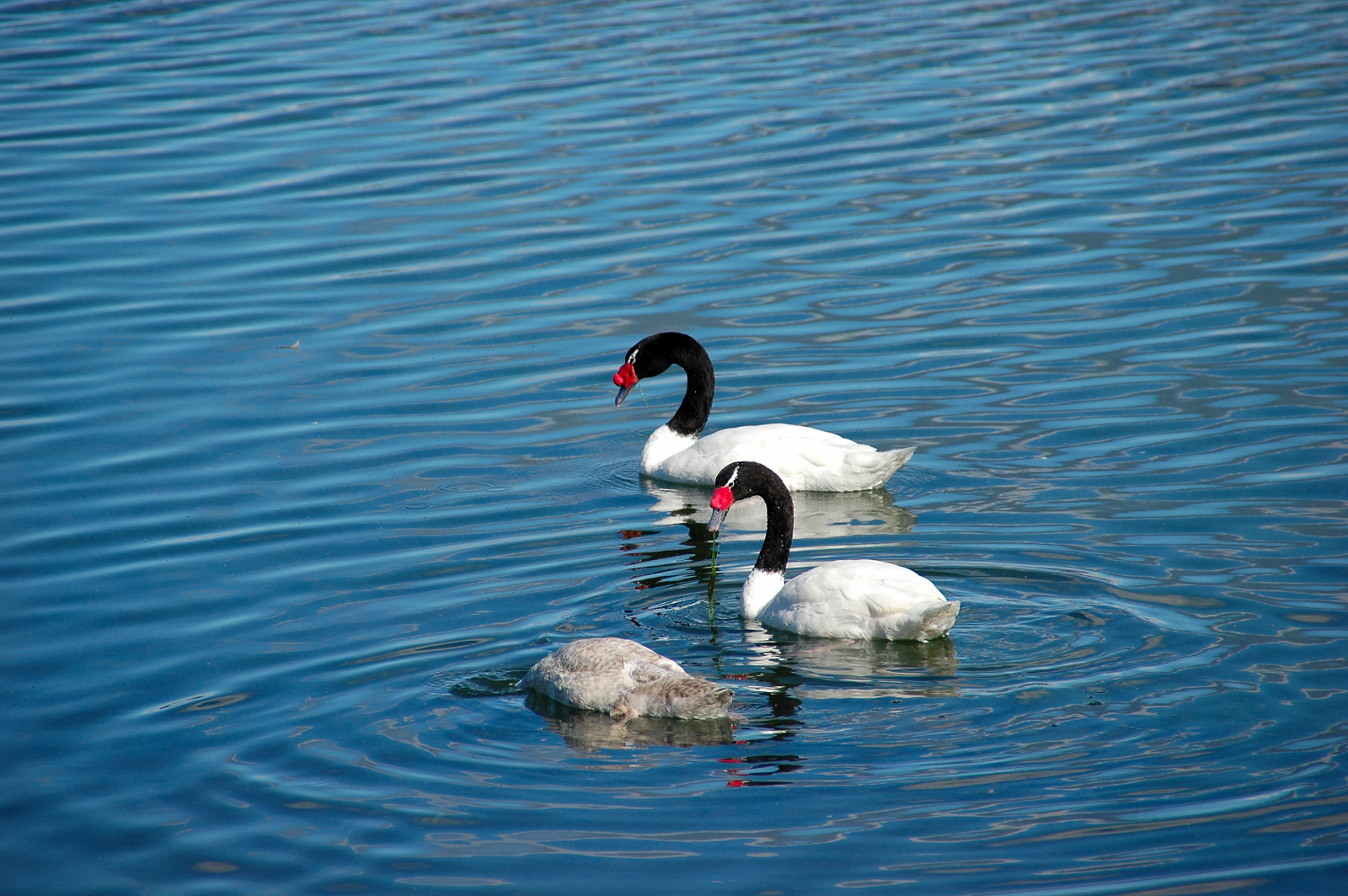
Los Cisnes de cuello negro están presentes en los Bañados del Río Atuel.
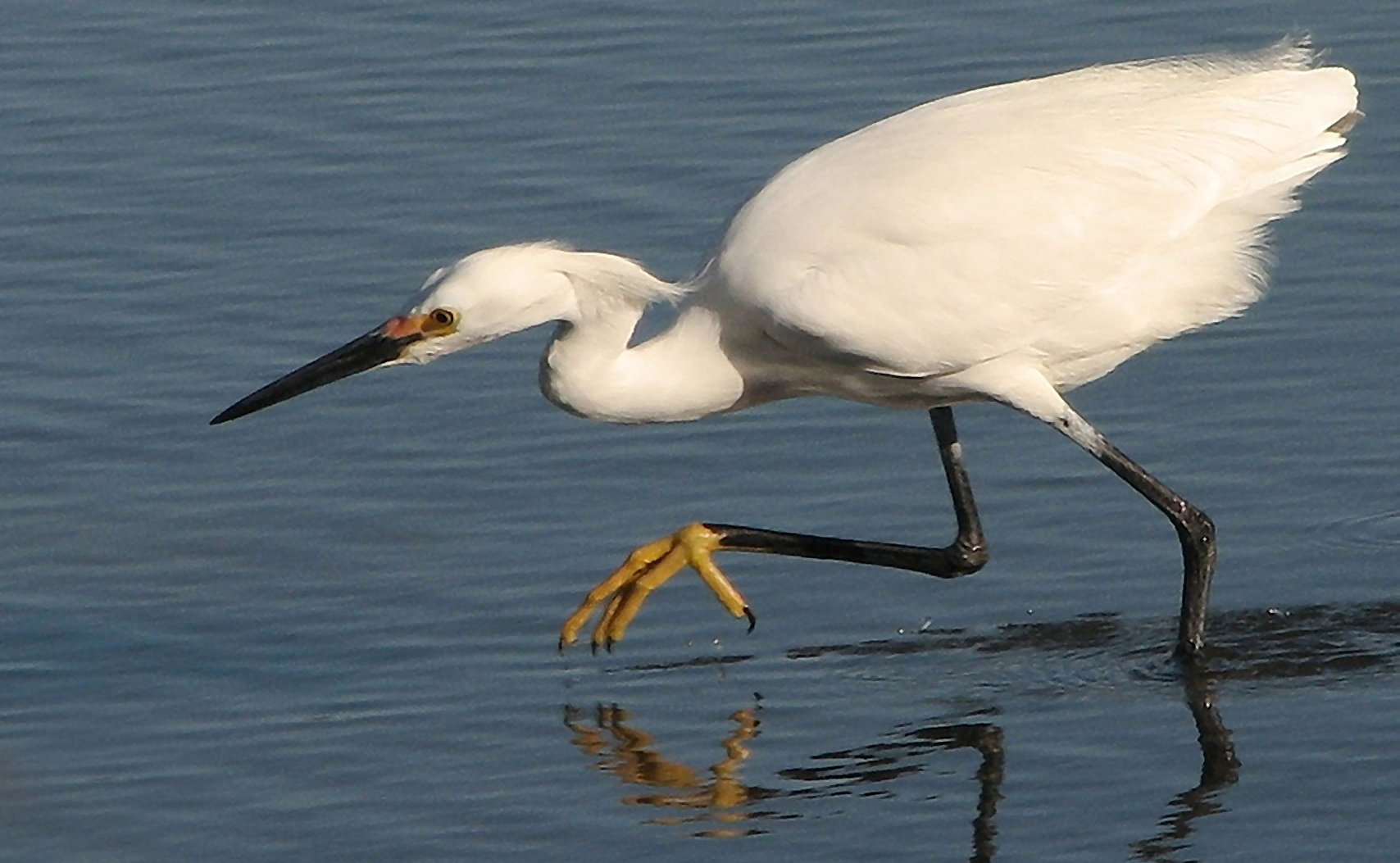
La Garza se encuentra también en los Bañados del Río Atuel.
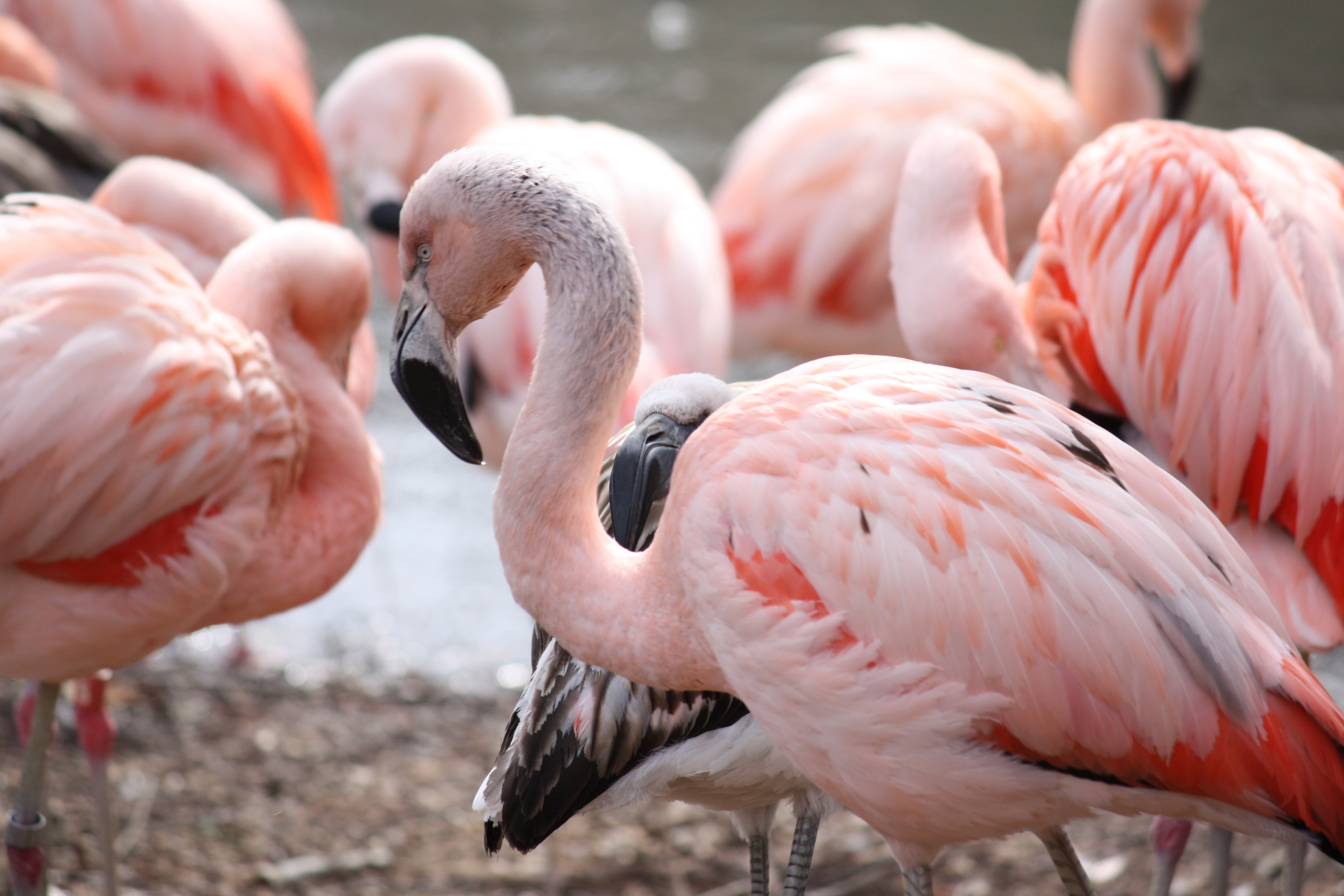
Flamenco de Chile o flamenco austral.

Algunos animales emblemáticos fueron exterminados durante el siglo XX, como el jaguar o el mastín cimarrón uruguayo. Otros, al borde de la extinción se salvaron por poco como el venado de las pampas que ahora recupera moderadamente.
Por el contrario, los animales importados de Europa o América del Norte están perfectamente aclimatados como el jabalí, el ciervo colorado, ciervo axis y gamos, como la liebre.

## Gobierno

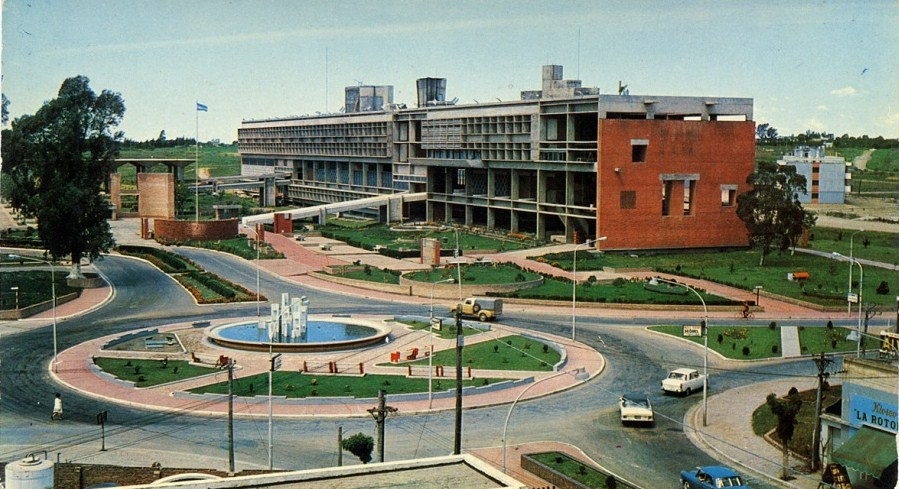
Sede del gobierno provincial (Años 1960).

La provincia es, al igual que las demás provincias argentinas, autónoma respecto del Gobierno Nacional en la mayoría de los temas, exceptuando aquellos de alcance federal. Su sistema de gobierno es regulado por la constitución provincial, sancionada el 6 de octubre de 1960 (y reformada en la convención de 1994).
El gobernador, que es la máxima autoridad ejecutiva, es electo por un período de 4 años, con posibilidad de reelección, actualmente Sergio Ziliotto es el gobernador.
El Poder Legislativo consta de una única cámara, la cámara de diputados, que consta de 30 miembros que representan el pueblo pampeano y pueden se electos por 2 períodos de 4 años, como máximo. Los miembros del parlamento se dividen en 12 comisiones, donde desarrollan y evalúan, la posibilidad y efectividad de proyectos propuestos en las comisiones anteriormente mencionadas. La Cámara de diputados es presidida por el vicegobernador, Luis Alberto Campo.
El Poder Judicial, se puso en marcha a partir de la ley provincial N.º 21 (promulgado en 1953), siendo regulado por la constitución provincial. La administración de este órgano, es ejercida por, el Superior Tribunal de Justicia, el Tribunal de impugnación penal, Cámaras de Apelaciones en lo civil, comercial, laboral y de minería, Cámaras en lo Criminal, Juzgado de Primera Instancia en lo civil, comercial, laboral y de minería, Juzgados de la Familia y el Menor, Juzgado de Audiencia, Juzgados de Control, Juzgados de Introducción y Correccionales, y Juzgados Regionales Letrados. El 1 de marzo de 2011, entró en vigencia la Ley Orgánica n.º 2574, la cual organiza el Poder.
Estos poderes tienen sede en el centro cívico de la ciudad de Santa Rosa, excepto una parte del poder judicial, que fue trasladada cerca del parque recreativo Laguna Don Tomás, entre las avenidas Juan D. Perón y Uruguay. Este traslado ocurrió en el año 2009, al complejo llamado Centro Judicial.

### Región Patagónica

Obsérvese que además de las provincias aludidas, también comprende territorios en disputa como parte del Campo de Hielo Patagónico Sur, la Antártida Argentina, las islas Malvinas, Georgias del sur y Sándwich del Sur.

La región Patagónica fue creada por el tratado firmado en la ciudad de Santa Rosa el 26 de junio de 1996, sus fines son expresados en el artículo 2 del tratado:
«La región tendrá como objetivo general proveer al desarrollo humano y al progreso económico y social, fortaleciendo las autonomías provinciales en la determinación de las políticas nacionales, en la disponibilidad de sus recursos y el acrecentamiento de su potencial productivo, conservando la existencia de beneficios diferenciales que sostengan el equilibrio regional.»
Las provincias que la integran son:
«La Pampa, Neuquén, Río Negro, Chubut, Santa Cruz y Tierra del Fuego, Antártida e Islas del Atlántico Sur, abarcando el subsuelo, el mar Argentino adyacente y el espacio aéreo correspondiente.»
Los órganos de Gobierno de la región son la Asamblea de Gobernadores y el Parlamento Patagónico, como Órgano Ejecutivo: la Comisión Administrativa, y como Órgano de Asesoramiento y Consulta el Foro de Superiores: Tribunales de Justicia de la Patagonia.

### División administrativa
La provincia se encuentra dividida en 22 departamentos, 61 municipios, 18 comisiones de fomento y una comuna. Los municipios, comisiones de fomento y la comuna son independientes de los departamentos y frecuentemente abarcan territorios de más de uno, llegando incluso a cuatro.

División administrativa de la provincia de La Pampa y su capital.

| Departamento  | Cabecera             |
| ------------- | -------------------- |
| Atreucó       | Macachín             |
| Caleu Caleu   | La Adela             |
| Capital       | Santa Rosa           |
| Catriló       | Catriló              |
| Chalileo      | Santa Isabel         |
| Chapaleufú    | Intendente Alvear    |
| Chical Co     | Algarrobo del Águila |
| Conhelo       | Eduardo Castex       |
| Curacó        | Puelches             |
| Guatraché     | Guatraché            |
| Hucal         | Bernasconi           |
| Lihuel Calel  | Cuchillo-Có          |
| Limay Mahuida | Limay Mahuida        |
| Loventué      | Victorica            |
| Maracó        | General Pico         |
| Puelén        | Veinticinco de Mayo  |
| Quemú Quemú   | Quemú Quemú          |
| Rancul        | Parera               |
| Realicó       | Realicó              |
| Toay          | Toay                 |
| Trenel        | Trenel               |
| Utracán       | General Acha         |

## Límites
De este a oeste se extiende desde el meridiano 63°23′ O hasta el 68°14′ (al norte hay un pequeño segmento que extiende dicho meridiano hasta 68°17′). De norte a sur se extiende entre los paralelos 35° sur (límite con Córdoba), 36° (límite con San Luis y Mendoza), hasta el río Colorado.
| Noroeste: Mendoza | Norte: San Luis | Nordeste: Córdoba     |
| Oeste: Mendoza    |                 | Este: Buenos Aires    |
| Suroeste: Neuquén | Sur: Río Negro  | Sureste: Buenos Aires |

## Economía

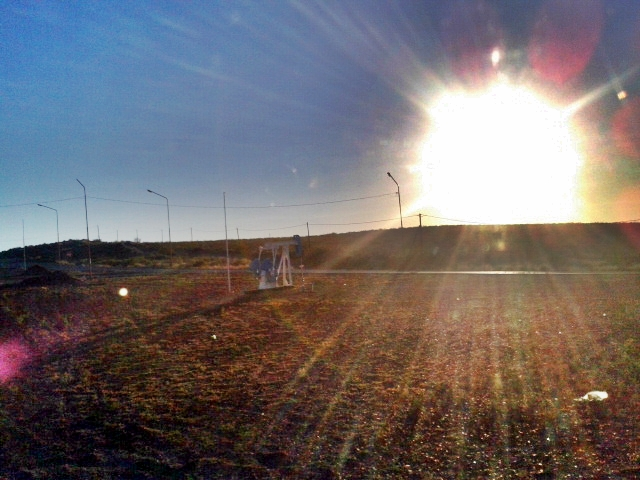
Monumento al petróleo. en el ingreso a 25 de Mayo

El sector agropecuario se desarrolla fundamentalmente en la zona nordeste de la provincia, por el régimen de lluvias y la calidad de los suelos. Se cultivan cereales, oleaginosas y especies forrajeras. Sobresalen el cultivo de trigo, el maíz y el girasol.
En cuanto a la ganadería, que es el sector que más aporta a la economía provincial, se desarrolla prácticamente en toda la provincia, y radica en la cría y engorde de vacunos principalmente, y en menor medida ganado ovino, caprino, equino y porcino. En los últimos años avanzó notoriamente la apicultura, además de la industria, que debido al crecimiento de UNILPA, una unión industrial que se ha hecho notar, principalmente en Guatraché, General Pico y Santa Rosa.
Se destacan industrias como, Aceiteras, productos lácteos, extracción y empaquetado de sal, Molinos Harineros, entre otras, destacándose empresas como "Lágrimas del Sol" (del grupo Gente de La Pampa), "Jugos Zulueta" (productores de jugos concentrados), "Cechetto" (Heladería industrial), "Dos Anclas" (extracción y empaquetado de sal) y se está desarrollando la industria del biodiésel en la región cerealera de la provincia, en el norte y el este.
Las explotaciones de hidrocarburos están localizadas en el sudoeste de la provincia e integran la cuenca neuquina. Los yacimientos de petróleo actualmente explotados son: Medanito-25 de mayo, con unos 200 pozos en producción de los cuales se obtienen 378 652 m³ anuales de petróleo, Jagüel de los Machos, con 5 pozos productivos y una extracción de 4947 m³ anuales; y medanito, con 42 pozos, cuya producción (estimada a 1997) es de unos 3000 m³ mensuales de petróleo y 16 000 000 m³ mensuales de gas.
La producción de gas pampeano se centraliza en los yacimientos Medanito-25 de mayo, con una producción anual de 83 000 000 m³, y medanito, con aproximadamente 180 000 000 m³ por año.
En la localidad de Macachín, se encuentran las Salinas Grandes de Hidalgo. El lugar, que fue un antiguo dominio del cacique Calfucurá, constituye en la actualidad una de las zonas de explotación salinera más importantes del país. La Pampa es una de las primeras productoras de cloruro de sodio del país. Los yacimientos más importantes se encuentran en los departamentos de Caleu Caleu, Hucal, Atreucó y Guatraché. Dos plantas de industrialización ubicadas en las localidades de General San Martín y Macachín elaboran el producto. El sulfato de calcio, o yeso, se localiza en Puesto Romero y casa de Piedra, departamento Puelén, y en las localidades de Puelches, Lihuel Calel.
La Pampa cuenta con yacimientos de rocas carbonáficas; basalto, que se origina a partir de las coladas de lava provenientes de la provincia de mendoza; granitos, en bloques; bentonita, arcilla de aplicación en la industria petrolera y del papel; y diatornitas, que es una acumulación orgánica constituida por millones de conchillas silíceas de algas diatomeas, de tamaño microscópico, que forman una roca muy porosa y de poco peso, empleada en la fabricación de abrasivos, refractarios, vidrios y esmaltes.
Por su parte, el turismo también aporta a la economía provincial, y sus principales atractivos son:

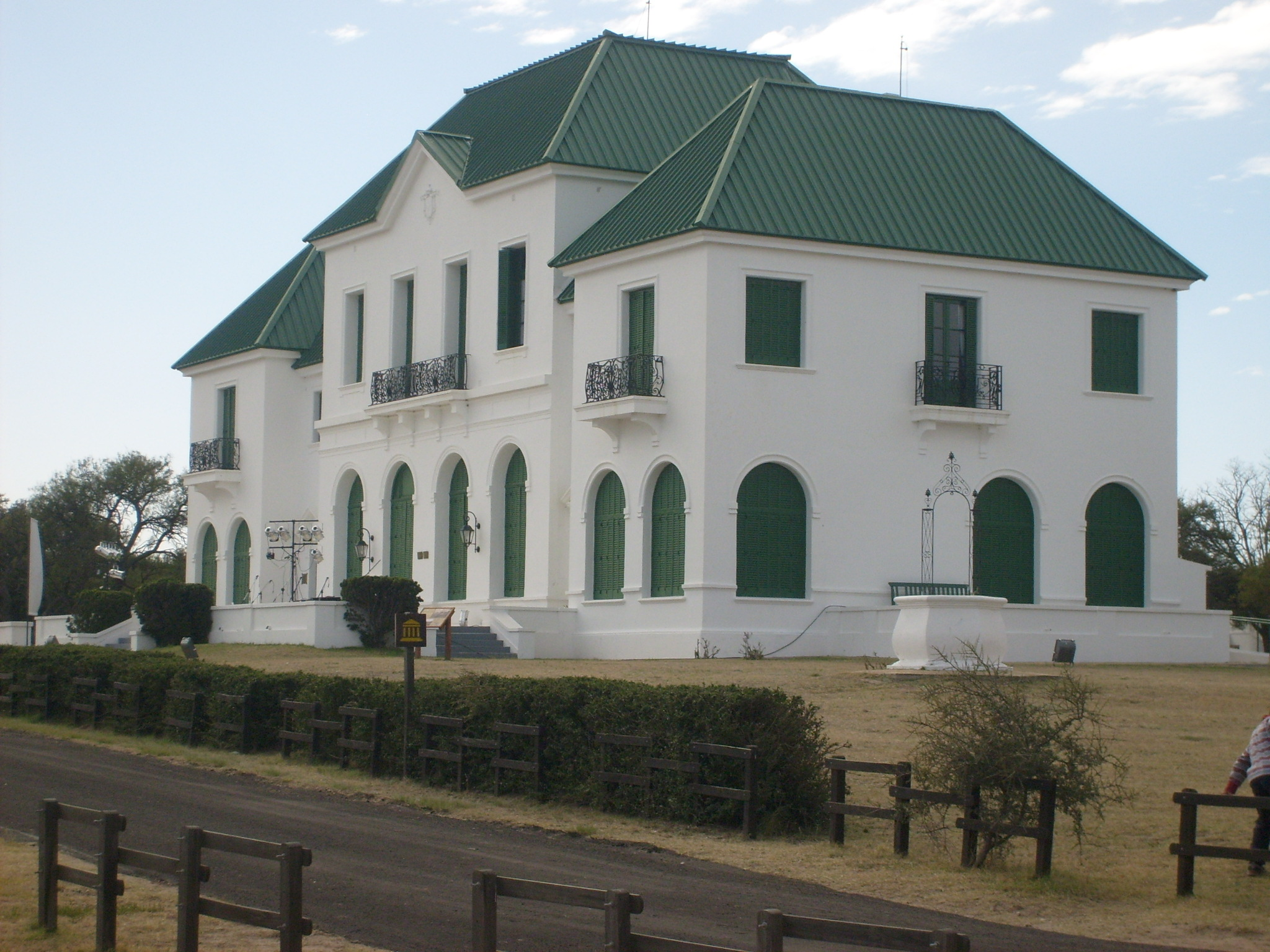
Fachada norte del castillo, en el parque Luro

- Parque nacional Lihué Calel: Es el único parque nacional en la provincia. Conserva desde las antiquísimas sierras, hasta las primitivas pinturas rupestres.
- Parque Luro (reserva natural y Monumento Histórico provincial): símbolo de la provincia por su historia dentro de ella.
- Parque Recreativo Laguna Don Tomás (Santa Rosa): Este parque es un centro recreativo con pista de atletismo, cancha de softball, las canchas de tenis y pista de ciclismo.
- Casa de Piedra: esta ciudad, es un reciente centro turístico, que posee instalaciones para albergar personas que deseen practicar pesca deportiva y deportes náuticos, ya que goza de un lago artificial de la represa, un inmenso espejo de agua cristalina con leves ondulaciones, playas y miradores naturales.[93]

## Demografía
- Censo 1980: 208 260 habitantes (Indec, 1991)
- Censo 1991: 259 996 habitantes (Indec, 1991) población urbana:192 871 habitantes (Indec, 1991), población rural:67 125 habitantes (Indec, 1991).
- Censo 2001: 299 294 habitantes (Indec, 2001) población urbana:242 483 habitantes (Indec, 2001), población rural:55 977 habitantes (Indec, 2001).
- Censo nacional 2010: 316 940 habitantes población urbana:265 306 habitantes (Indec, 2010), población rural: 53 645 habitantes (Indec, 2010)[94]
- Censo nacional 2022: 359 193 habitantes y  164 268 viviendas (Indec,2022).[95]

Los censos, desde 1980 en adelante, demuestran que La Pampa viene sosteniendo un constante crecimiento poblacional del orden aproximado de los 50 000 habitantes de forma constante, censo tras censo. En el censo del 2010 se mostró un resultado desalentador ya que la provincia aumentó en 17 000 habitantes.
| Gráfica de evolución demográfica de La Pampa entre 1914 y |
|                                                           |

## Símbolos de La Pampa

Bandera de La Pampa

La bandera oficial de la provincia de La Pampa se creó el 10 de agosto de 1994 mediante la ley provincial N.º 1513. Es idéntica a la nacional con dos franjas horizontales azul celeste y al medio una blanca en cuyo centro ostenta el escudo provincial.
Otro de los símbolos es el escudo provincial, el tercer modelo oficial, anteriormente la provincia tenía como escudo oficial, el escudo de la provincia Eva Perón y anteriormente, el escudo del territorio nacional de La Pampa.

## Deporte
El deporte más desarrollado, al igual que en la mayor parte del país, es el fútbol. Existen varios clubes, la mayoría de los cuales están afiliados a la Liga Pampeana de Fútbol y a la Liga Cultural de Fútbol (La Pampa)  quienes disputan en el Torneo de la LPF. El único representante de esta provincia a nivel nacional es el Club Ferro Carril Oeste (General Pico), es el equipo más destacado, único en haber disputado el Torneo Regional 1983, y los Campeonato Nacional 1984 (Argentina), Campeonato Nacional B 1986-87  y Campeonato Nacional B 1987-88 . Actualmente disputa el Torneo Federal A.
Otra competición importante es el automovilismo. En Toay, cada año se disputa el Turismo Carretera.
El baloncesto tiene una rica historia. La Pampa supo ser protagonista de los tradicionales Campeonatos Argentinos. Con la creación de la Liga Nacional de Clubes, El Club Sportivo Independiente se convirtió en el más exitoso representante deportivo de la historia de La Pampa, siendo uno de los únicos equipos en haber sido campeón del Campeonato Sudamericano de Baloncesto y de la Liga Nacional de Básquet en varias ocasiones. También se destaca el Club Pico Foot Ball que actualmente se encuentra disputando La Liga Argentina.
Actualmente Ferro, Independiente y All Boys se encuentran disputando La Liga Federal.